# Comté (fromage)
Pour les articles homonymes, voir Comté.
Comté est l'appellation d'origine d'un fromage français transformé principalement en Bourgogne-Franche-Comté, mais aussi en Auvergne-Rhône-Alpes, et bénéficiant d'une AOC depuis 1958 et d'une AOP depuis 1996. Son aire de production s'étend sur la partie française du massif jurassien, dans les départements du Jura, du Doubs, et dans la moitié est de l'Ain. Elle englobe également une commune de Haute-Savoie et quelques-unes de Saône-et-Loire.
C'est un fromage de lait cru de vache, à pâte pressée cuite. Il se présente en meules de 55 à 75 cm de diamètre et d'une masse de 32 à 45 kg. Il faut produire environ 450 litres de lait cru pour fabriquer une meule de comté.
Avec 60 000 tonnes, le comté est la première AOC fromagère française en volume fabriqué.
La taille d'un comté a longtemps justifié, depuis le Moyen Âge, le regroupement des laits de plusieurs éleveurs mettant ainsi leur bien à fructifier, donnant les fruitières. Ce système coopératif ancien perdure et fait du comté un fromage aux racines fortes ; cette spécificité fait aussi qu'il n'existe pas de comté industriel.
Sa meilleure période de consommation s'étend d'août à mars.

## Historique

### Antiquité
S'il n'est pas possible de parler de comté à leur propos, les fromages des Séquanes et des Helvètes étaient appréciés dans la Rome antique.

### Moyen Âge

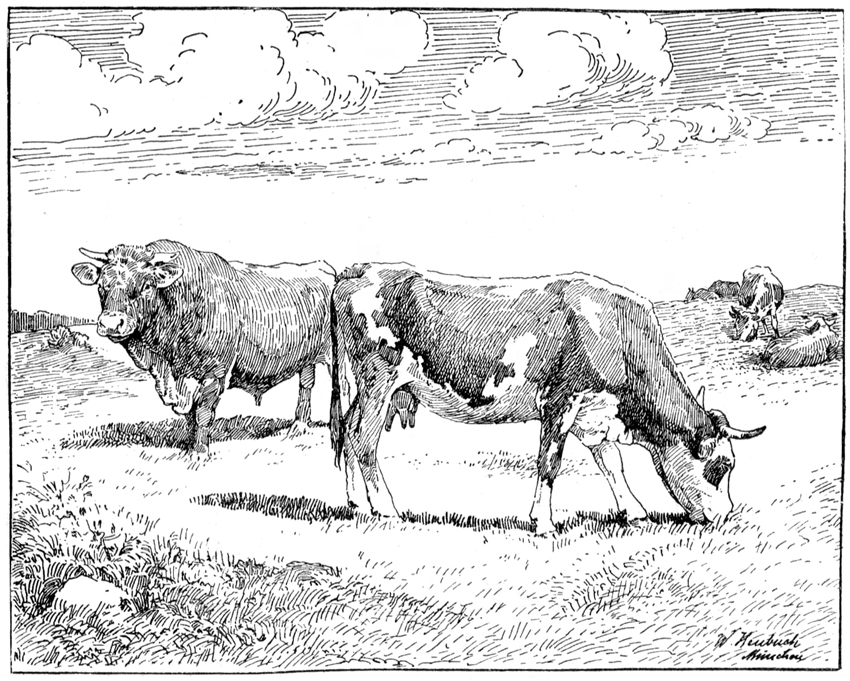
Vaches pie au pâturage.

Le comté (ou gruyère de Comté) est né en des temps où la rudesse des longs hivers obligeait les hommes à penser collectivement leur subsistance[Quand ?] ; en premier lieu, il convenait de pouvoir stocker le lait abondant en été afin d'en avoir profit durant l'hiver. La fabrication de grands fromages secs et durs permettait également de les faire voyager plus facilement et de les vendre. Pour cette production, 500 litres de lait sont nécessaires. C'est cette raison qui poussa les producteurs de lait à se fédérer. Il fallait en effet le lait de plusieurs troupeaux pour faire un seul fromage. Mettant en commun leur produit pour le faire fructifier, ces coopératives prirent le nom de fruitière. Les valeurs de solidarité véhiculées par ces fruitières ont survécu à huit siècles de production.
La fabrication de grands fromages est attestée dès les XIIe et XIIIe siècles dans des fructeries. La première apparition connue de ce terme concerne la fructerie de Poligny, dans un acte de vente de 1263, ce qui suggérerait qu'elle soit plus ancienne. En 1264 puis en 1280, une production fromagère est signalée à Déservillers et Levier ; ce fromage est appelé vachelin, par opposition au fromage chevrotin élaboré avec du lait de chèvre. En 1380, des fromages de grande taille confirment l'importance des fruitières sans lesquelles la quantité de lait nécessaire ne pourrait être réunie. La fabrication du comté contemporain dérive de la recette du gruyère et a été introduite vers le début du XVIIIe siècle en Franche-Comté, comme dans le Jura vaudois, par des fromagers originaires de la Gruyère.

### Renaissance et époque moderne
À la fin du XVIe siècle, des rouliers partent à l'automne livrer le surplus de fromage notamment vers Lyon. Lors de la guerre de Dix Ans, la Franche-Comté se dépeuple (massacres, épidémie de peste, exil en Suisse…). Vers 1678, le retour des expatriés accompagnés de Suisses apporte l'usage de la caillette de veau pour faire cailler le lait. Auparavant, le caillage devait se faire à l'aide de plantes (par exemple le caille-lait jaune) ou de lactosérum.
Au XVIIIe siècle, la demande fait augmenter la production. Des fruitières sont donc ouvertes dans les zones moins montagneuses. Leur nombre s'élève à 700.

### Époque contemporaine

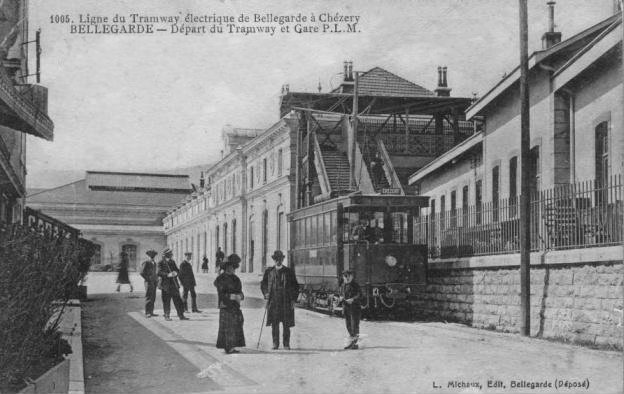
Le développement du chemin de fer va accompagner celui du fromage.

Au cours du XIXe siècle, l'avènement du chemin de fer permet de vendre à de plus grandes distances, tandis que le prix du blé chute à cause de l'arrivée de blés de la plaine. Ces deux phénomènes favorisent la mise en valeur des herbages. À la fin du siècle, près de 1 800 fruitières produisent du gruyère de Comté. À cette époque de grands changements interviennent. Les bâtiments de transformation sont modernisés, avec des outils de production performants. Ces investissements créent des regroupements et en 1914, il ne reste que 500 fruitières. Durant la Première Guerre mondiale, les hommes mobilisés sont remplacés par des Suisses.
Durant le XXe siècle, la production continue sa modernisation et les regroupements se poursuivent. En 2005, 175 transformateurs se partageaient la production : 138 coopératives et 37 industriels.
En janvier 1958, le comté reçoit une appellation d'origine contrôlée (AOC).  En 1996, il reçoit l'Appellation d’Origine Protégée. 

## Terroir d'appellation

Territoire de l'AOC.

### Décret d'appellation d'origine contrôlée
L'appellation d'origine contrôlée Comté est régie par un décret dont la dernière version date du 11 mai 2007. Ce texte réglementaire est une règle commune que se sont imposés les producteurs de comté. Ces règles reprennent des usages anciens qui ont créé la notoriété du comté. Le respect de ce décret est une des conditions préalables à la fabrication et à la vente de fromage portant le nom de « comté ».

### Aire géographique
L'aire d'Appellation d'Origine Protégée couvre quasiment trait pour trait la partie française du massif jurassien, avec deux départements de Franche-Comté : le Doubs (sauf une centaine de communes du nord du département) et le Jura (sauf une douzaine de communes) ; l'est de l'Ain (183 communes) et de la Saône-et-Loire (13 communes), ainsi que la commune de Challonges en Haute-Savoie'.
C'est la Franche-Comté qui produit la grande majorité du Comté.

### Géologie du terroir
Le massif montagneux du Jura est une région d'altitude moyenne datant du jurassique. Ce massif est constitué de roches sédimentaires plissées lors de l'orogénèse alpine. Les montagnes ont un sous-sol calcaire qui ne conserve pas l'eau. Cette particularité s'équilibre avec la pluviométrie annuelle élevée. Les fonds de vallée sont constitués d'accumulation de galets et argiles, issus de l'érosion du massif.
Le piémont du Jura est constitué de plateaux vallonnés au sous-sol de calcaires et marnes. C'est là que se situent les prairies à fourrage, sur les terrains les plus riches, les autres constituant le vignoble du Jura.

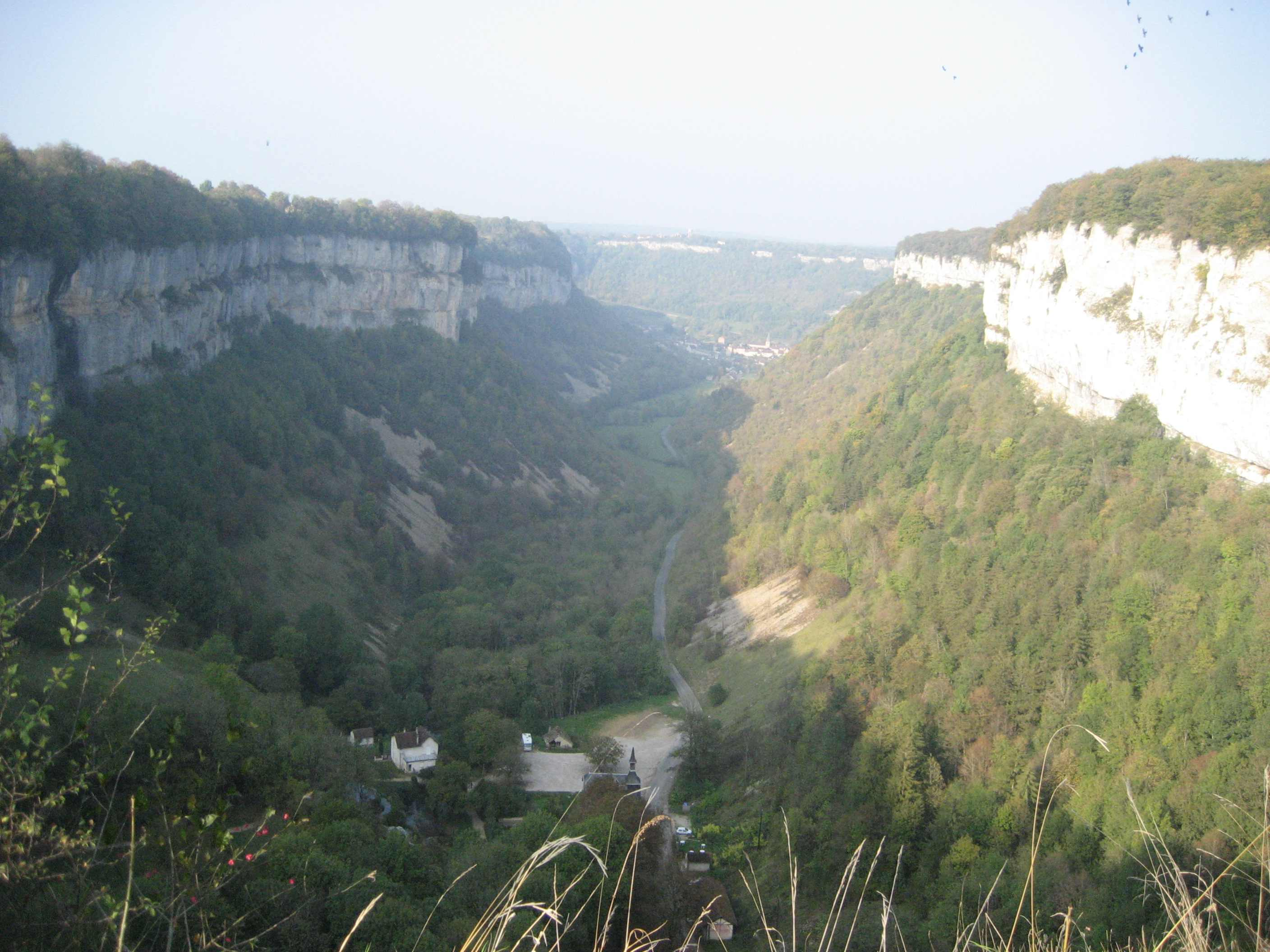
Cirque de Baumes-les-Messieurs. La falaise laisse apparaitre la roche calcaire.
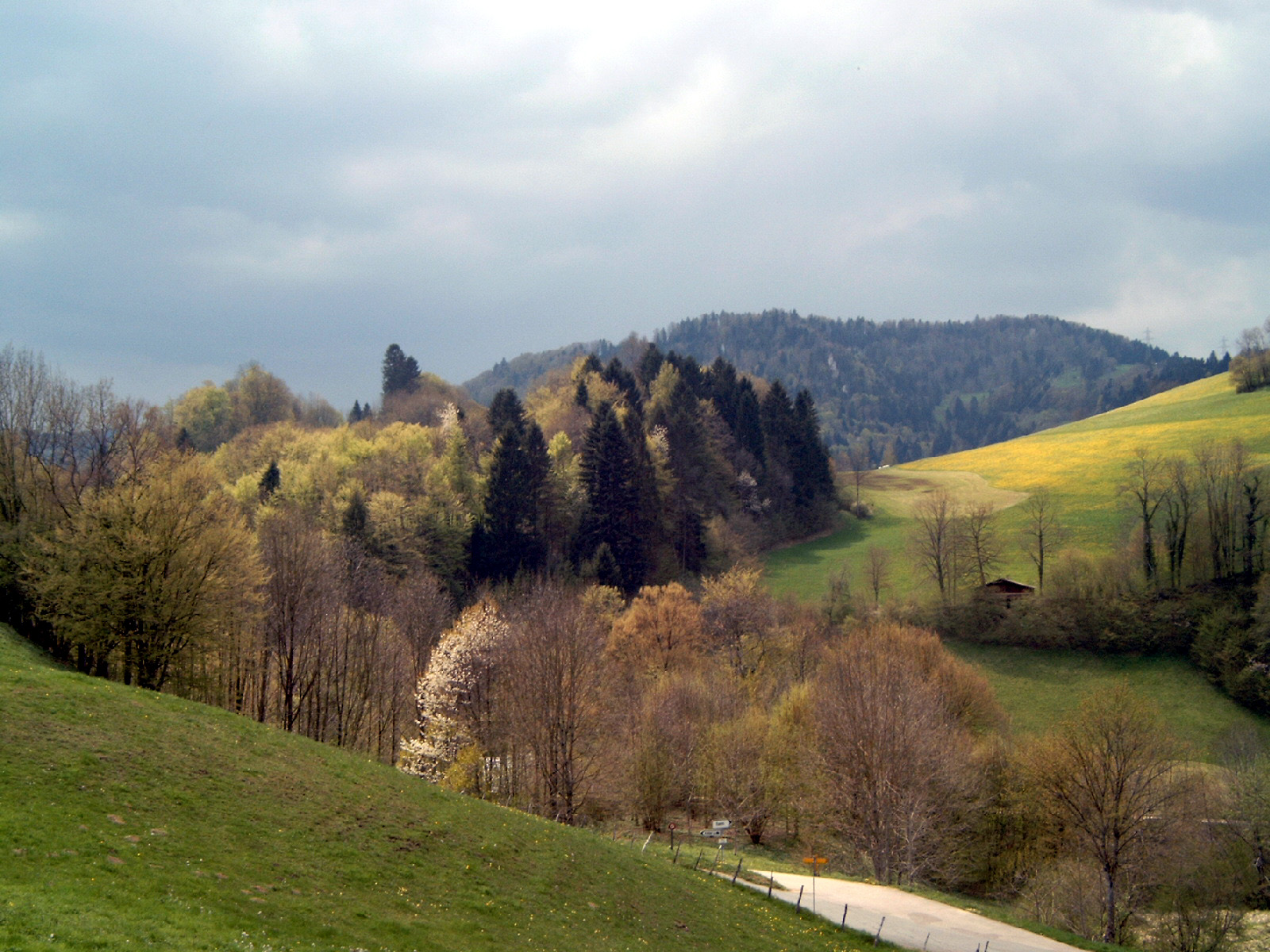
Pâturages d'altitude au printemps.

### Végétation naturelle
La zone de pâturage et de production de fourrage a une flore naturelle caractéristique qui contribue à la richesse et à la variété des arômes du fromage. Une étude commandée par le CIGC (Comité interprofessionnel du gruyère de Comté) a été faite par l'université de Besançon. Elle a démontré l'influence du terroir, géologie et flore locale sur la richesse aromatique du fromage. L'étude s'est poursuivie sur la caractérisation des diverses formes de prairies naturelles. Après observation de très nombreux paramètres sur 1 057 prairies, les chercheurs ont défini six sortes de terroir :
- Prairies sur affleurement rocheux ;
- Prairies sur sol superficiel ;
- Prairie sur sol profond à basse altitude ;
- Prairie sur sol profond d'altitude ;
- Prairie sur sol peu humide ;
- Prairie sur sol humide.

Ces terroirs constituent une diversité de la flore qui contribue grandement à la richesse aromatique du fromage. En effet, ce sont dans ces pâturages que les vaches vont se nourrir, directement en broutant l'été, en foin sec de ces zones l'hiver.

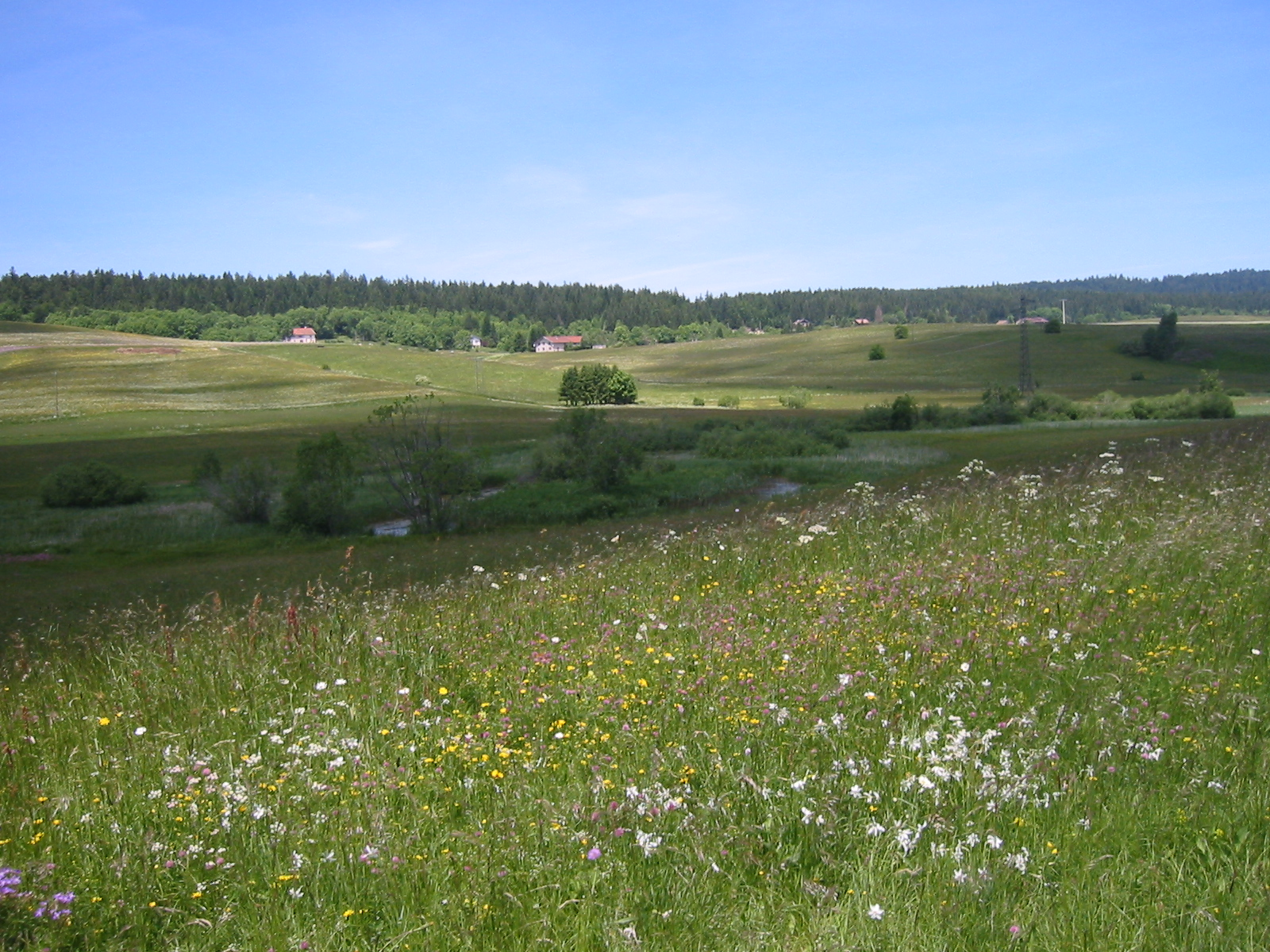
Flore naturelle dans une pâture du Doubs.
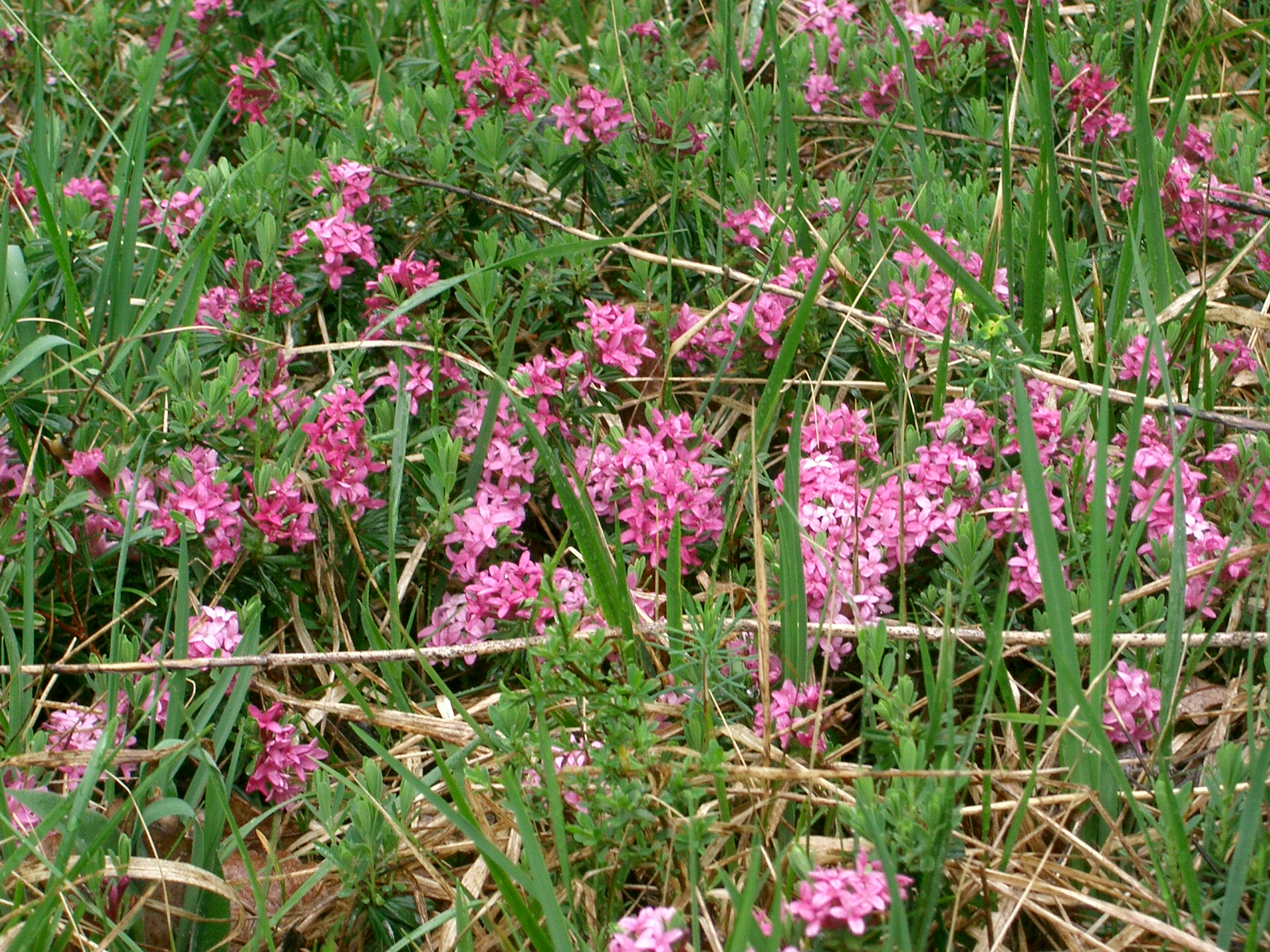
Exemple de plante inféodée aux terroirs calcaires d'altitude : la daphné camélée.
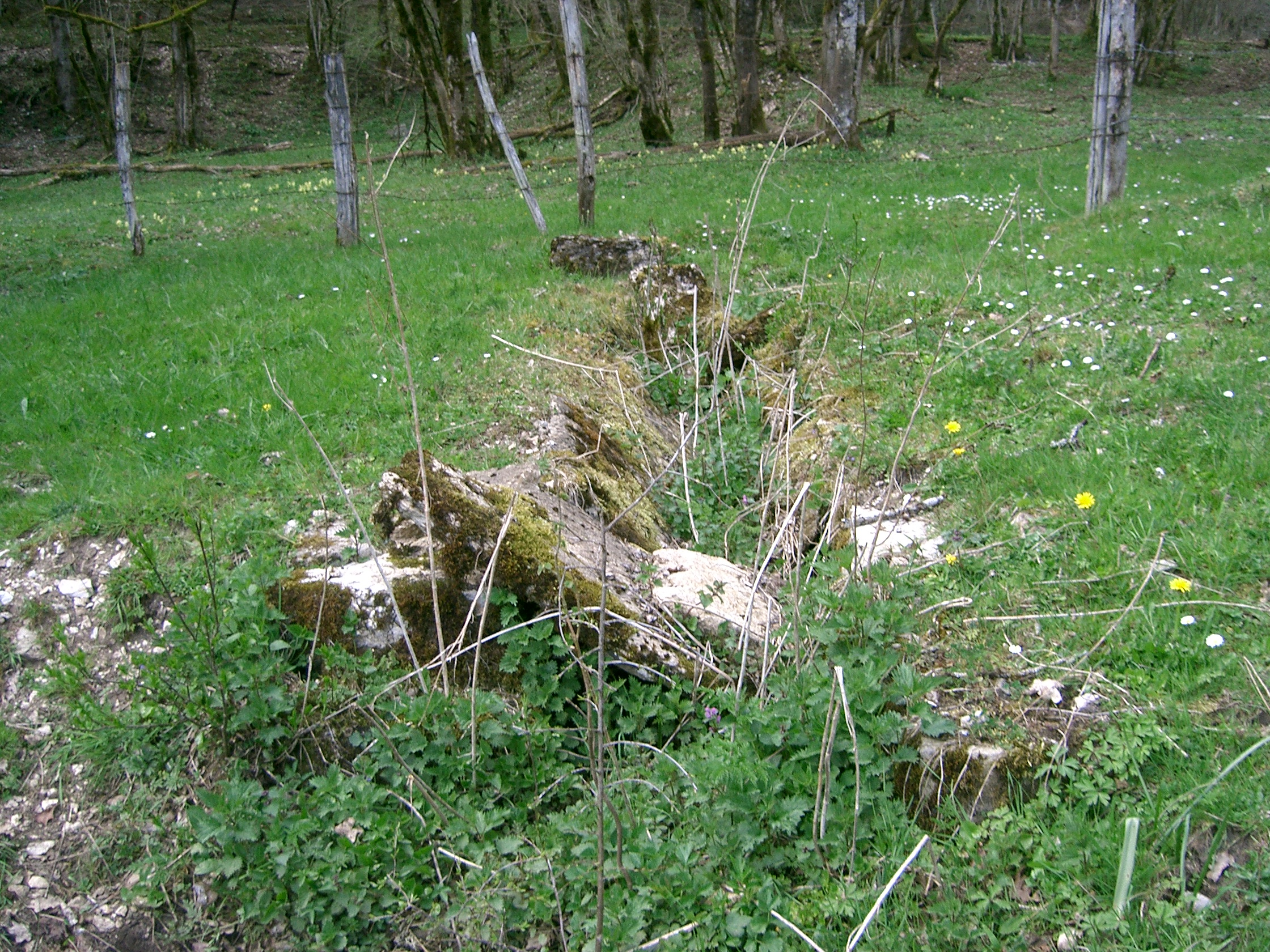
Flore de prairie humide au printemps.
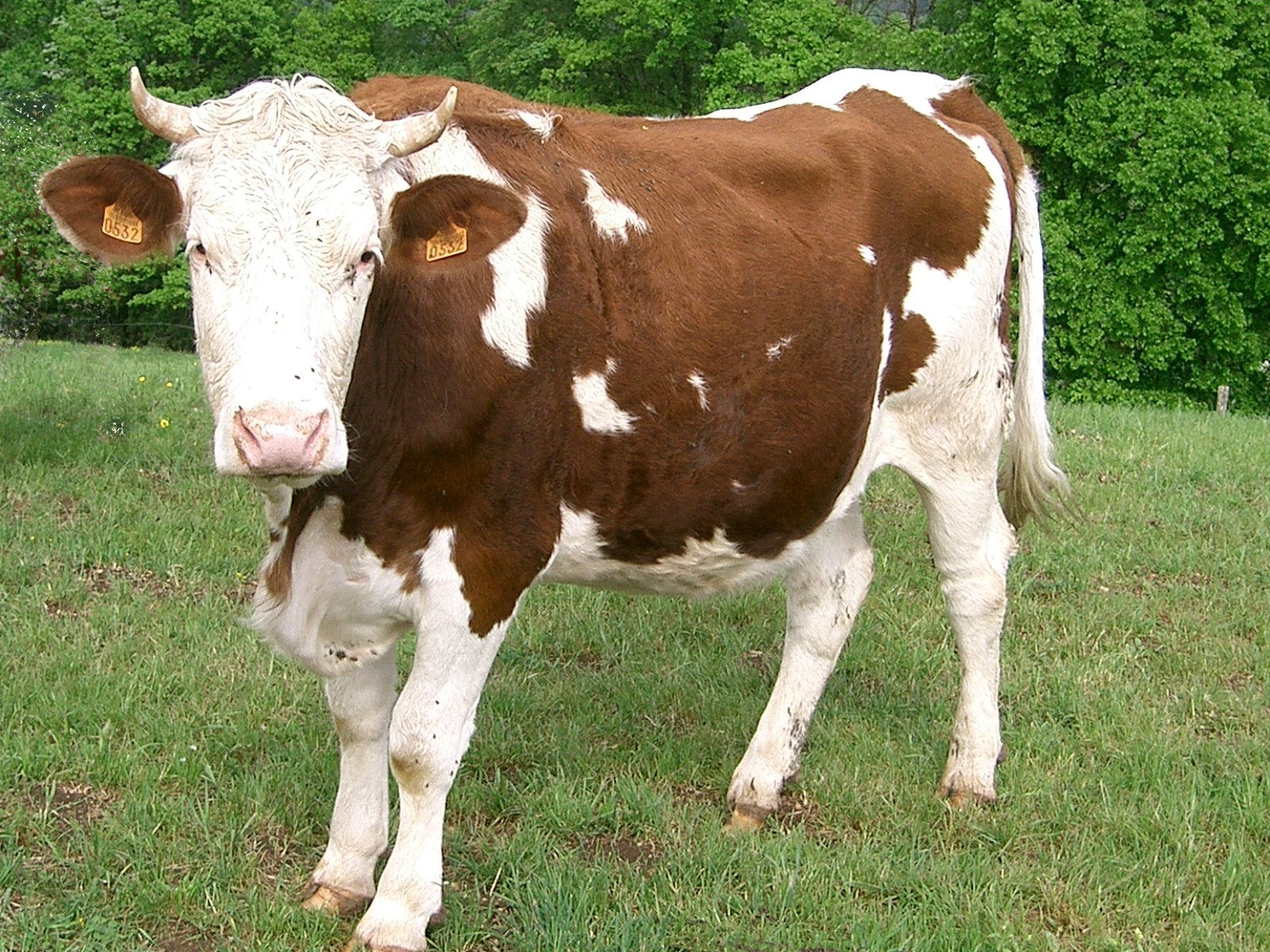
Vache montbéliarde.
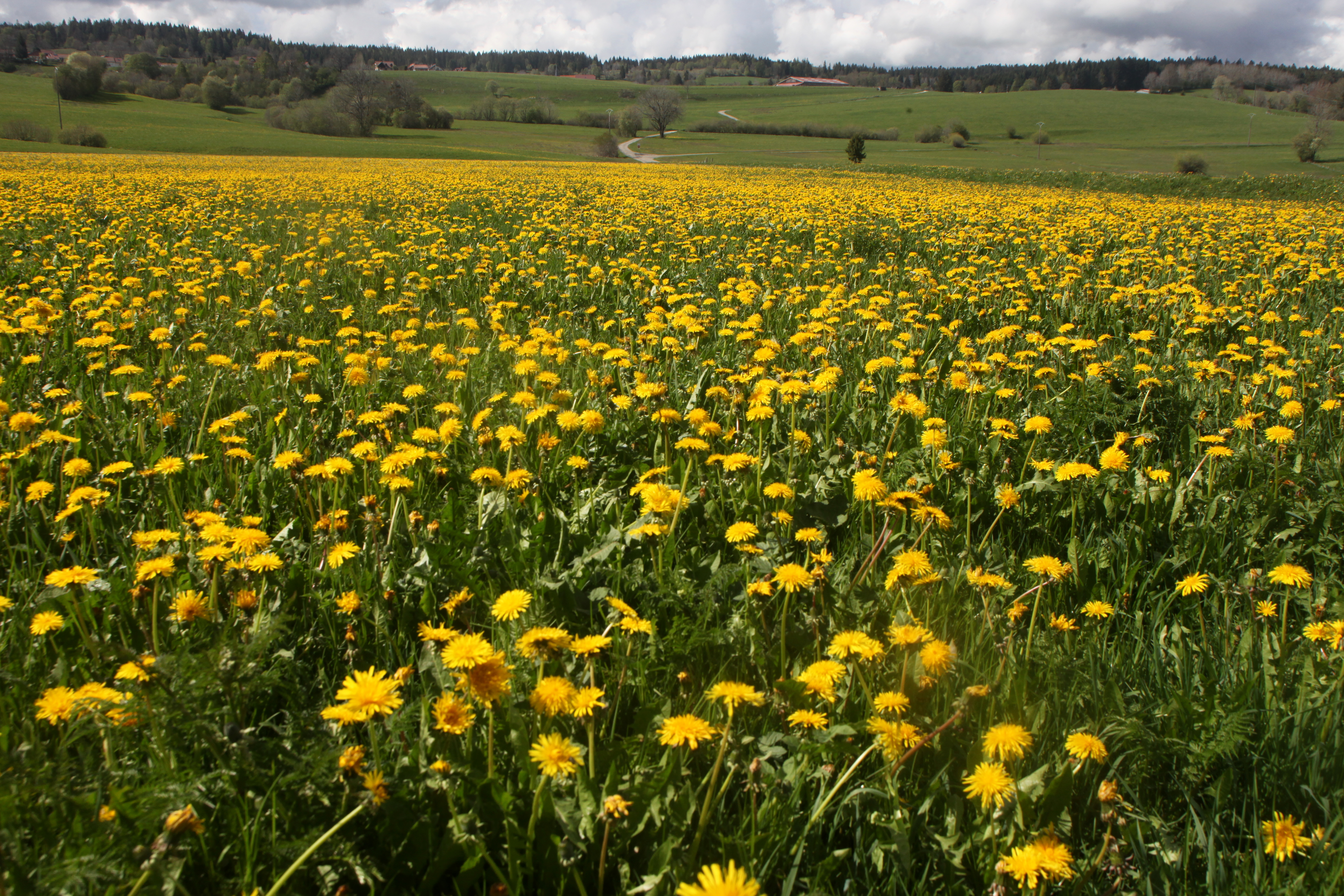
Prairie à pissenlits.

Toutefois, avec l'intensification des pratiques d'exploitation, les risques de banalisation de la flore sont importants. Contrairement aux images véhiculées dans les campagnes de communication, on constate ainsi une diminution globale de la biodiversité dans les prairies depuis 25 ans,.

### Climatologie
Le climat des zones de production du lait pour le comté est montagnard. Celui de Doubs est représentatif de cette zone, tout en considérant que les pâturages sont plus froids, car plus élevés en altitude.
Les records de température maximale et minimale à Besançon sont de 40,3 °C le 28 juillet 1921 et −20,7 °C le 1er janvier 1985'. La température moyenne annuelle est de 10,2 °C.

## Impact environnemental
L'impact environnemental de la production du Comté, fromage AOC et AOP, est encore mal évalué mais suscite des débats en raison des pratiques d'élevage des vaches montbéliardes et des rejets des fromageries. Ces conséquences se manifestent principalement sous deux formes : chimiques, liés aux rejets de matière organique, et physiques, liés à l'intensification des pratiques agricoles. Toutefois, une enquête menée par le WWF et Greenpeace distingue l’AOP Comté pour ses bonnes pratiques agricoles, sa transparence et la construction des prix, comparée à d’autres AOP fromagères.

### Conséquences chimiques
La production de Comté a doublé en trente ans, passant de 53 800 t en 2009 à 67 900 t en 2019, avec une augmentation annuelle de 1,5 % à 2 %, tandis que les surfaces utilisées ont progressé de 14 %. Cette intensification, marquée par une production accrue par vache et des exploitations plus grandes  de l'azote et du phosphore, contribue à la pollution des sols et des cours d'eau dans l'aire de production, notamment dans le Doubs et le Jura. Les rejets des fromageries, parfois non conformes aux normes de traitement des eaux usées, aggravent la dégradation des rivières comtoises, affectant la faune et la flore,,,,,,. En 2021, une vidéo du journaliste Hugo Clément montrant des rejets d’eaux usées noires et mousseuses d’une fromagerie dans le Doubs a amplifié ces préoccupations, suscitant un débat national. Certains écologistes, relayés par des médias, appellent à réduire la consommation de Comté pour limiter ces conséquences.
En avril 2025, Pierre Rigaux relance la controverse en dénonçant sur France Inter, les répercussions écologique du Comté et des déjections bovines engendrées par sa production qui chargent les sols en azote et en phosphore, et appelle à "arrêter de manger du Comté", s'appuyant sur deux études de 2020 et 2022. Le ministre de l'Agriculture y répond en défendant le fromage et ses producteurs, et un hashtag #TouchePasAuComté est créé sur le réseau X. Marine Tondelier de Les Ecologistes y poste une photo d'elle en train de manger du Comté tout en précisant « cela n'empêche pas de se poser des questions sur l'impact environnemental de sa production et de réfléchir aux moyens de l'améliorer ».

### Conséquences physiques
L’intensification agricole s’accompagne d’une mécanisation accrue, avec des tracteurs passant de 20 chevaux dans les années 1950 à 200 chevaux aujourd’hui. Dans le relief jurassien, les affleurements rocheux compliquent la mécanisation, incitant à l’usage de broyeurs mixtes ou « casse-cailloux » pour éliminer la roche superficielle. Cette pratique, critiquée pour ses effets sur la biodiversité et le paysage, est remise en question,,. L’arrachage de haies et de bosquets, signalé comme abusif dans le Doubs, contribue également à la dégradation des écosystèmes,.

### Réponses de la filière
La filière du Comté, souvent présentée comme un modèle d’agriculture durable grâce à ses pratiques extensives, conteste ces critiques. Les normes AOC imposent des contraintes strictes, comme l’interdiction d’ensilage et une alimentation principalement à base d’herbe, réduisant l’empreinte carbone comparée à l’élevage intensif. Des efforts sont menés pour améliorer le traitement des effluents et limiter les effets sur les cours d’eau. Malgré ces initiatives, le débat reste polarisé entre la reconnaissance du patrimoine gastronomique et les préoccupations environnementales.

## Troupeau

### Races laitières

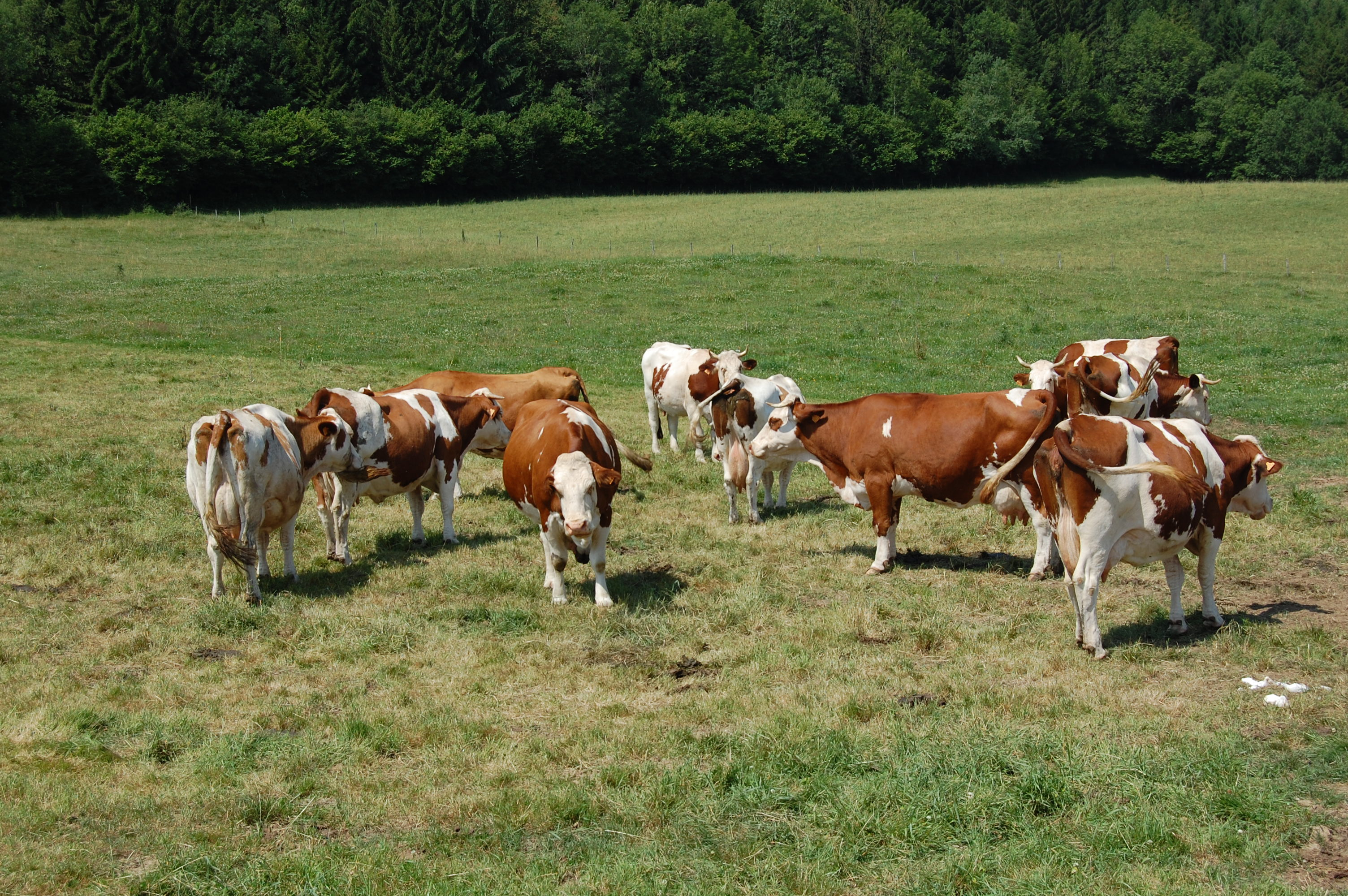
Troupe de montbéliardes près de Champagnole.

Les races de vache enregistrées dans le cahier des charges attaché à l'AOC comté sont la montbéliarde, la simmental française et les vaches des deux races métissées. Ces deux races appartiennent au rameau de races pie rouge des montagnes ; ce sont des cousines de la simmental, une race suisse devenue une grande race internationale. Races de montagne, elles possèdent toutes les deux des onglons durs, aptes à la marche pour aller chercher la nourriture. Rustiques, elles supportent les nuits en plein air à l'alpage avec des amplitudes thermiques quotidiennes importantes : il est courant d'avoir 35 °C le jour avec du gel la nuit.

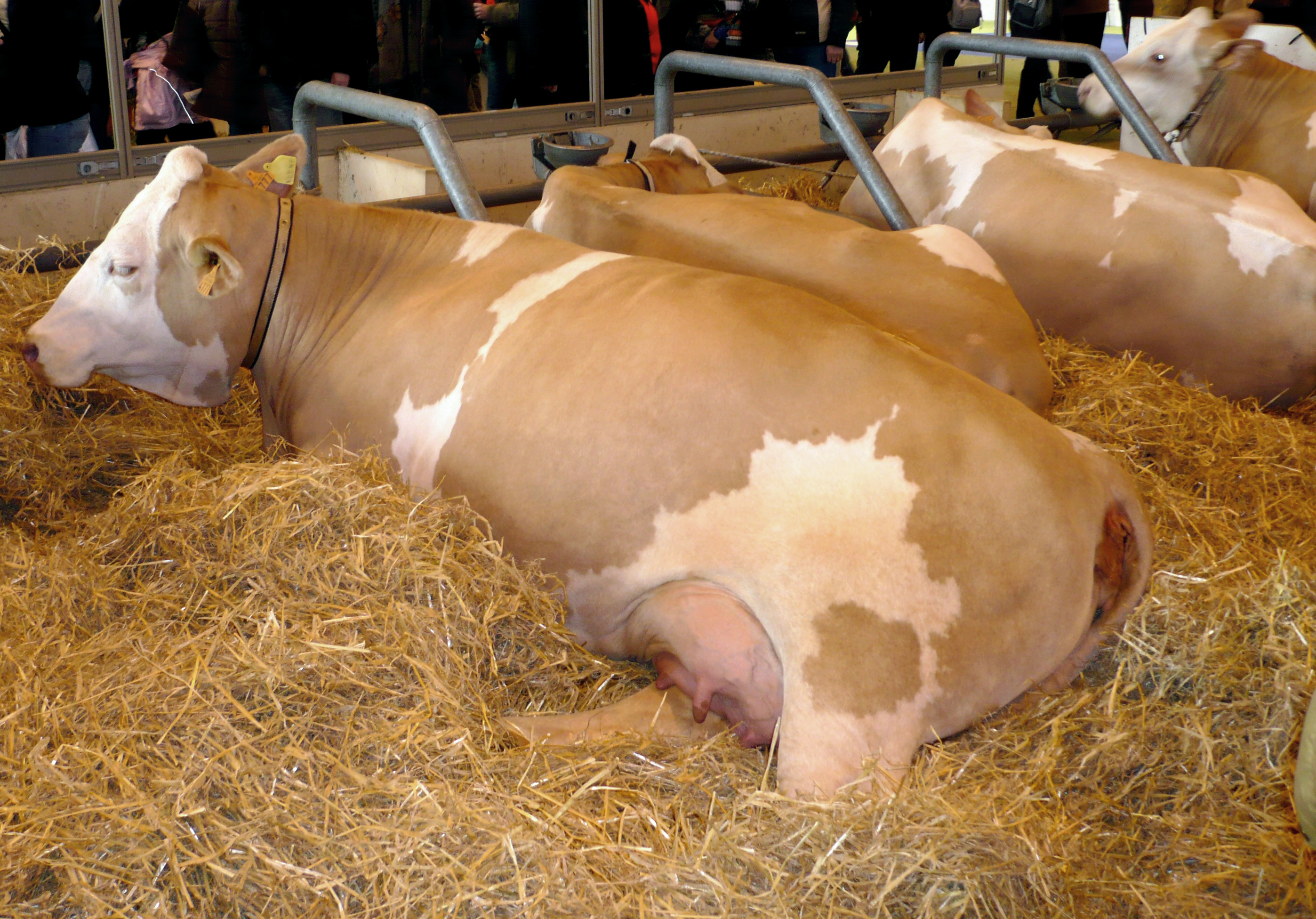
Vaches simmental au concours général agricole à Paris.

La montbéliarde est une race créée au XVIIIe siècle par métissage de vaches comtoises avec un troupeau amené dans la région de Montbéliard par des réfugiés religieux suisses. La sélection effectuée sur cette race a considérablement amélioré sa productivité. Dans les années 2000, elle est la seconde race laitière française avec 1 800 000 animaux et en quantité de lait produite, avec 7 600 kg de lait en moyenne par lactation, derrière la prim'holstein, la vache des produits laitiers industriels. La montbéliarde est classée première pour la fabrication de fromages AOC ; outre le comté, elle est présente dans le Massif central pour la transformation de son lait en de nombreux fromages (bleu d'Auvergne, bleu des Causses, saint-nectaire, laguiole) ou dans les Alpes pour notamment les reblochon et abondance.
La simmental française est une race moins productive avec 6 400 kg de lait, mais elle possède une conformation de carcasse supérieure, permettant de mieux valoriser les veaux et les vaches de réforme à la vente vers la filière bouchère. Sa réelle mixité en fait une race très polyvalente, même si ses effectifs restent relativement faibles (72 000 animaux en 2005).

### Production laitière

La traite est aujourd'hui entièrement mécanisée.

L'élevage en stabulation toute l'année est prohibé. Le troupeau doit pâturer dès que possible. Les vaches doivent avoir au moins un hectare de prairie chacune sur l'exploitation ; le sur-pâturage risquerait de modifier la flore naturelle par sélection des plantes les plus vigoureuses. Elles ne peuvent être nourries avec aucun aliment transgénique. (OGM) Aucune culture d'OGM susceptible d'être utilisée dans l'affouragement ne peut avoir lieu sur l'exploitation. Les aliments fermentés (ensilage) sont interdits. La ration quotidienne des laitières doit se faire en fourrage issu de la zone d'appellation d'origine. Une dérogation peut être accordée à titre exceptionnel si la raison est justifiée. Les vaches mangent de l'herbe fraîche quand la saison le permet et du foin durant la mauvaise saison.
Le rendement en lait ne peut dépasser 4 600 kg de lait par hectare. Par contre, dans le décret, rien ne limite la productivité par vache, ce qui conduit à une intensification des pratiques.
Dès la traite effectuée, le lait doit être refroidi au-dessous de 18 °C et apporté le plus tôt possible à l'atelier de transformation. L'idéal est après chaque traite, mais si ça n'est pas possible il peut être stocké pour n'être transporté que toutes les deux traites. Le lait est alors stocké à une température de 10 à 18 °C. Les ateliers de transformation ne peuvent collecter de lait au-delà de 25 km autour de l'atelier, sauf cas particulier ; les exploitations laitières au-delà de 25 km qui fournissaient du lait avant 1998 (date de mise en place de la mesure) peuvent encore bénéficier d'une dérogation. La liste de ces exploitations déposée auprès de l'INAO est close.
L'étonnante richesse aromatique du comté est notamment due aux conditions d'élevage : pâturage extensif à une altitude moyenne de 300 à 1 000 m (dans le massif du Jura) assurant une herbe riche et une flore très diversifiée regroupant près de 2 000 espèces, soit plus de 40 % de la flore française.[réf. nécessaire]

## Fabrication

### Dépotage et caillage
À son arrivée à l'unité de production, le lait est stocké dans de grands réservoirs réfrigérés, afin de mélanger les laits collectés dans plusieurs exploitations agricoles. Le comté fermier n'existe pas ; un fromage est fermier quand il est fabriqué avec le lait d'une seule ferme. 
Une fois assemblé, le lait est tiédi et partiellement écrémé (étape dite de maturation). La température ne peut pas être portée au-delà de 40 °C (sinon, le lait ne serait plus cru). Le fromager ajoute quelques centilitres de présure naturelle, issue de la caillette de veau. Elle transforme le lait en un bloc compact, le caillé, par clivage d'une protéine spécifique du lait responsable de son maintien à l'état liquide sous l'action de la chymosine, une enzyme naturellement présente dans la présure. Il est aussi ensemencé en levain de type thermophile, en majeure partie des lactobacilles. Seule la présure et des cultures sélectionnées de ferments sont autorisées. Tout autre additif est interdit par décret.
Le fromager découpe ensuite ce bloc de caillé en grains de plus en plus fins, de manière à faire sortir le sérum : c'est le décaillage. Cette phase est fondamentale dans la fabrication, et c'est elle qui requiert la plus grande part du savoir faire du fromager. Ce dernier, en utilisant son toucher, sa vue, va « accompagner » le durcissement progressif du caillé, jusqu'à l'obtention d'une texture et d'une taille de grains qu'il jugera idéale. Les grains sont ensuite brassés et chauffés à partir de 53 °C jusqu'à 56 °C (exceptionnellement, certaines fromageries peuvent monter jusqu'à 57 °C) pendant environ 30 minutes, puis on procède encore à environ 30 minutes de brassage à cette température (on utilise l'expression « sécher le grain »). Les temps et températures fluctuent en fonction du type de fabrication choisie par le fromager, qui est également adaptable en fonction de la saison.
Les cuves destinées à cette opération doivent être obligatoirement en cuivre et leur capacité ne doit pas dépasser 5 000 litres. Dans chaque atelier, il doit y avoir au moins deux cuves et le nombre de cuves est limité à cinq cuves par fromager. Ces conditions sont destinées à permettre aux opérateurs de pratiquer correctement toutes les opérations du caillage. Chaque cuve ne peut servir que trois fois en 24 heures. Entre deux cuvées, elle doit être brossée, lavée et rincée.

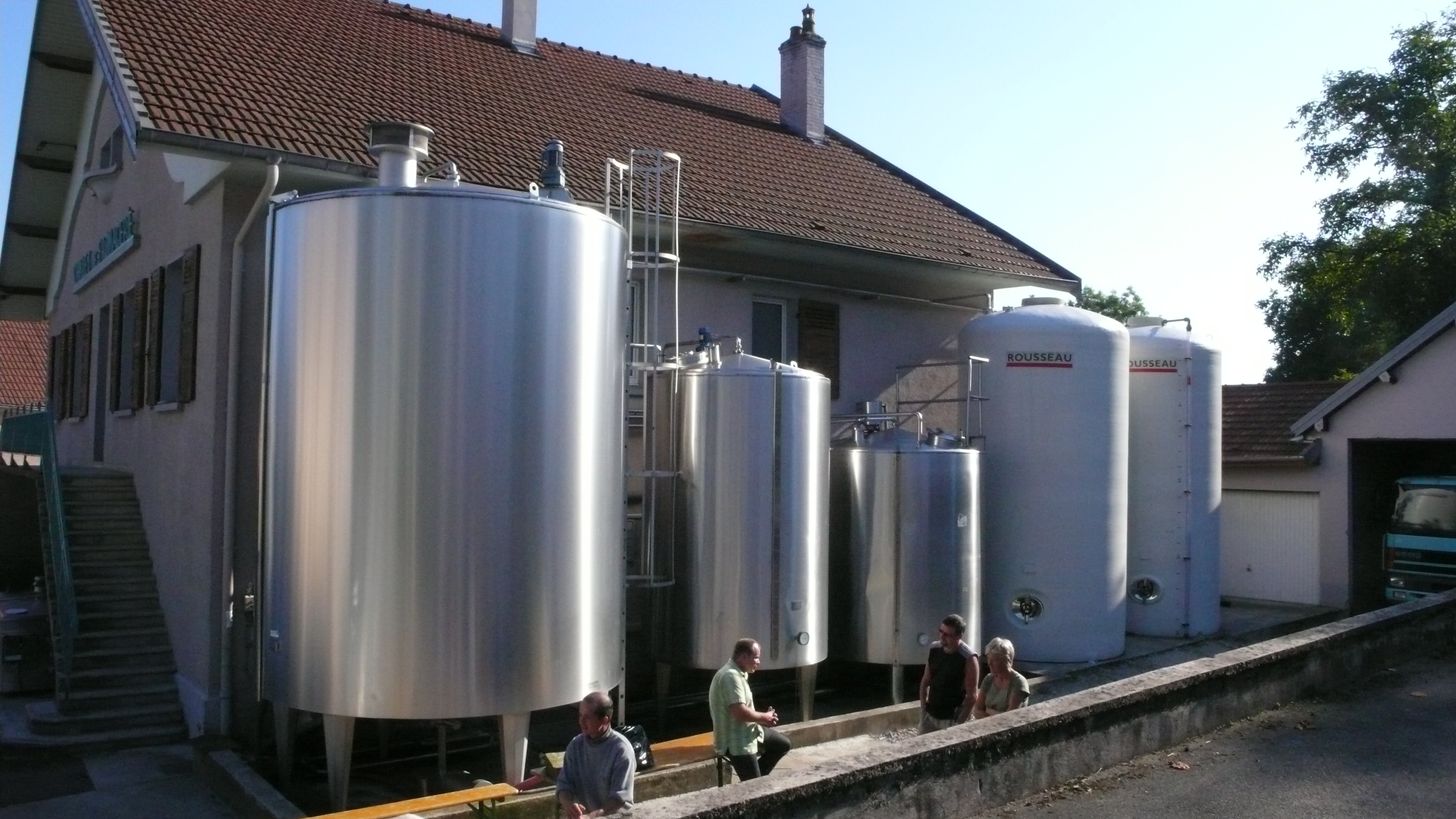
Réservoirs réfrigérés de stockage des laits collectés et mélangés.
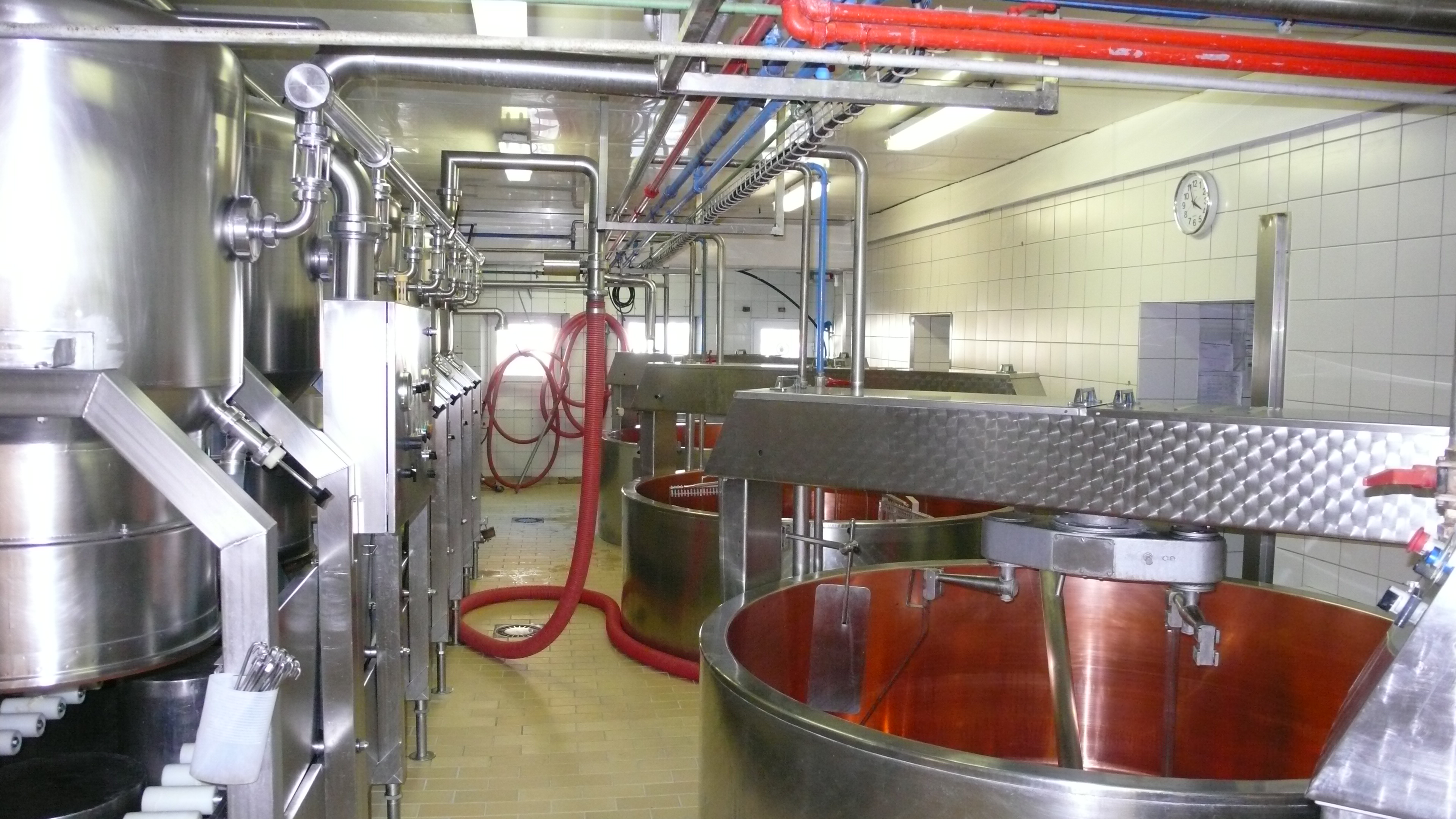
Salle avec quatre cuves à la fruitière de Fontain.
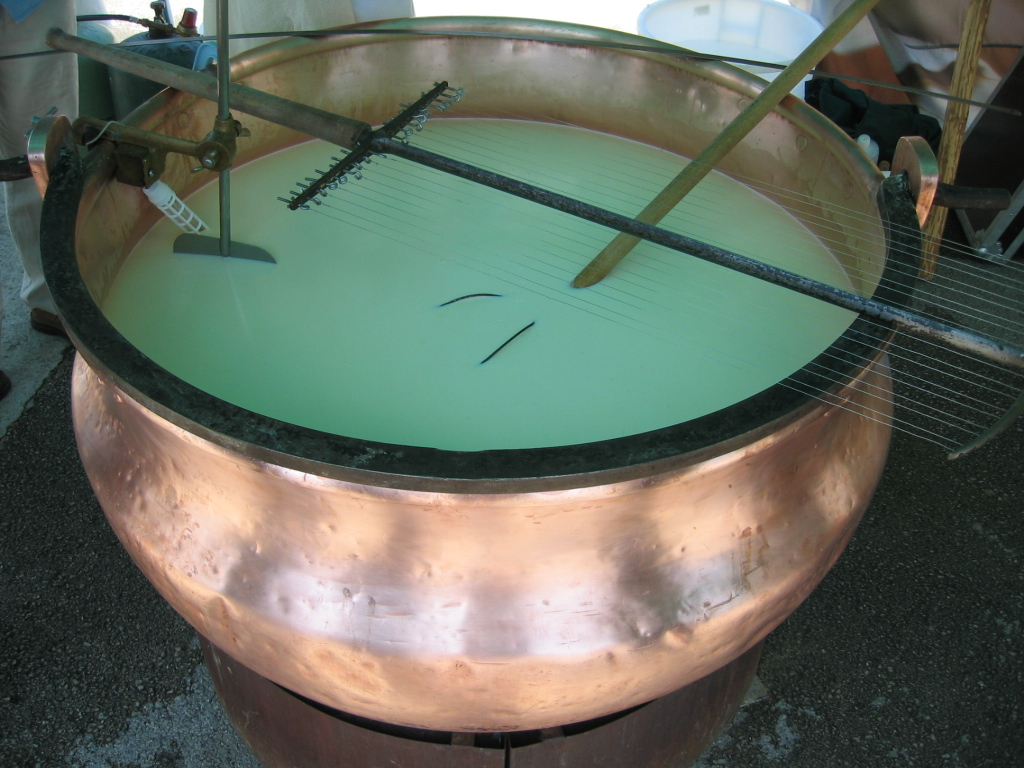
Une cuve de lait après emprésurage.
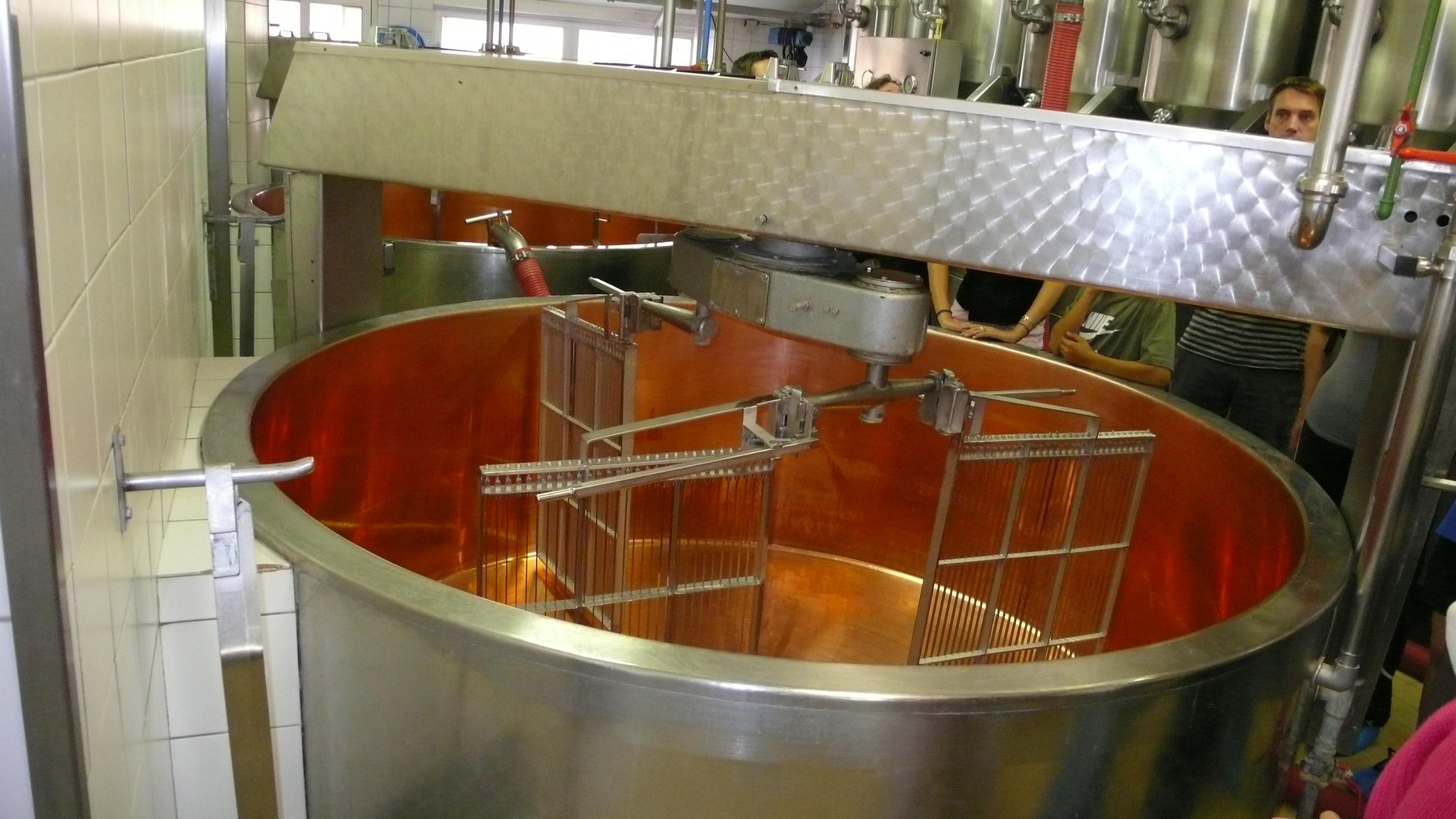
Cuve avec le tranche-caillé.

### Pressage
Le caillé est ensuite soutiré puis déversé dans des moules. L'ajout de la plaque de caséine de marquage se fait à ce stade de fabrication. Les fruitières modernes utilisent pour cela un groupe sous vide, pour remplir conjointement jusqu'à dix moules. Il reste du lactosérum (ou petit-lait) dans la cuve. Sous-produit de l'industrie laitière, il était autrefois donné aux cochons. Sa richesse en calcium et son acidité étaient recherchés. Il constituait le liquide de la soupe, épaissie avec de la farine, des pommes de terre, des châtaignes…
Le caillé est ensuite pressé. Le décret d'appellation précise que la pression exercée doit être d'au moins 100 g/cm2 et durer au moins 6 heures. Le local doit être à température ambiante (minimum 20 °C) car l'acidification des fromages se poursuit pendant le pressage, jusqu'à une descente optimum du pH (de 5,15 à 5,30 environ). Tout le lactose encore contenu dans le caillé est alors consommé en acide lactique par les levains. Cette phase de pressage va également participer à la cohésion du grain. Démoulés, les fromages, blancs et souples, partent à l'affinage.

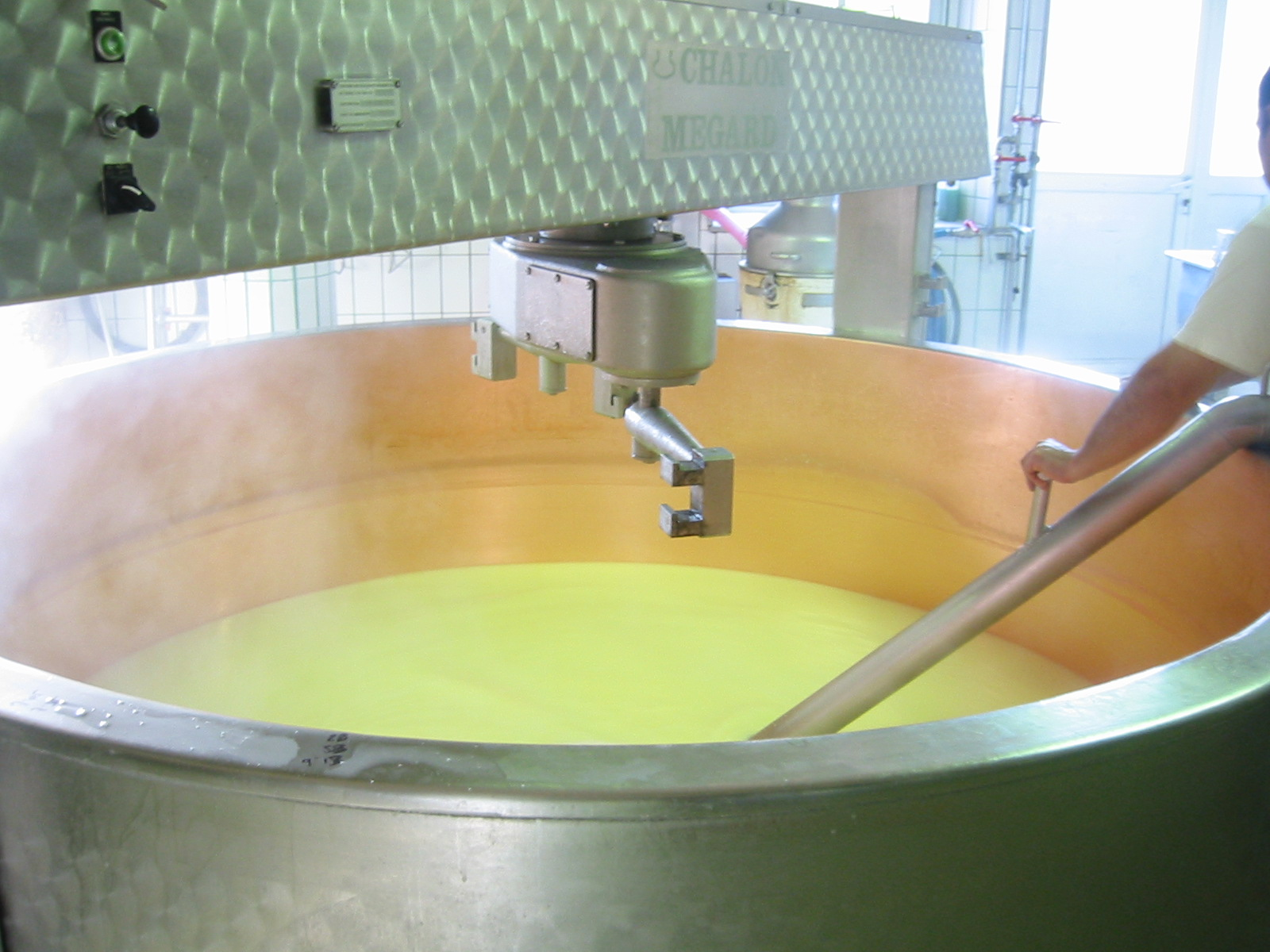
Soutirage du caillé.
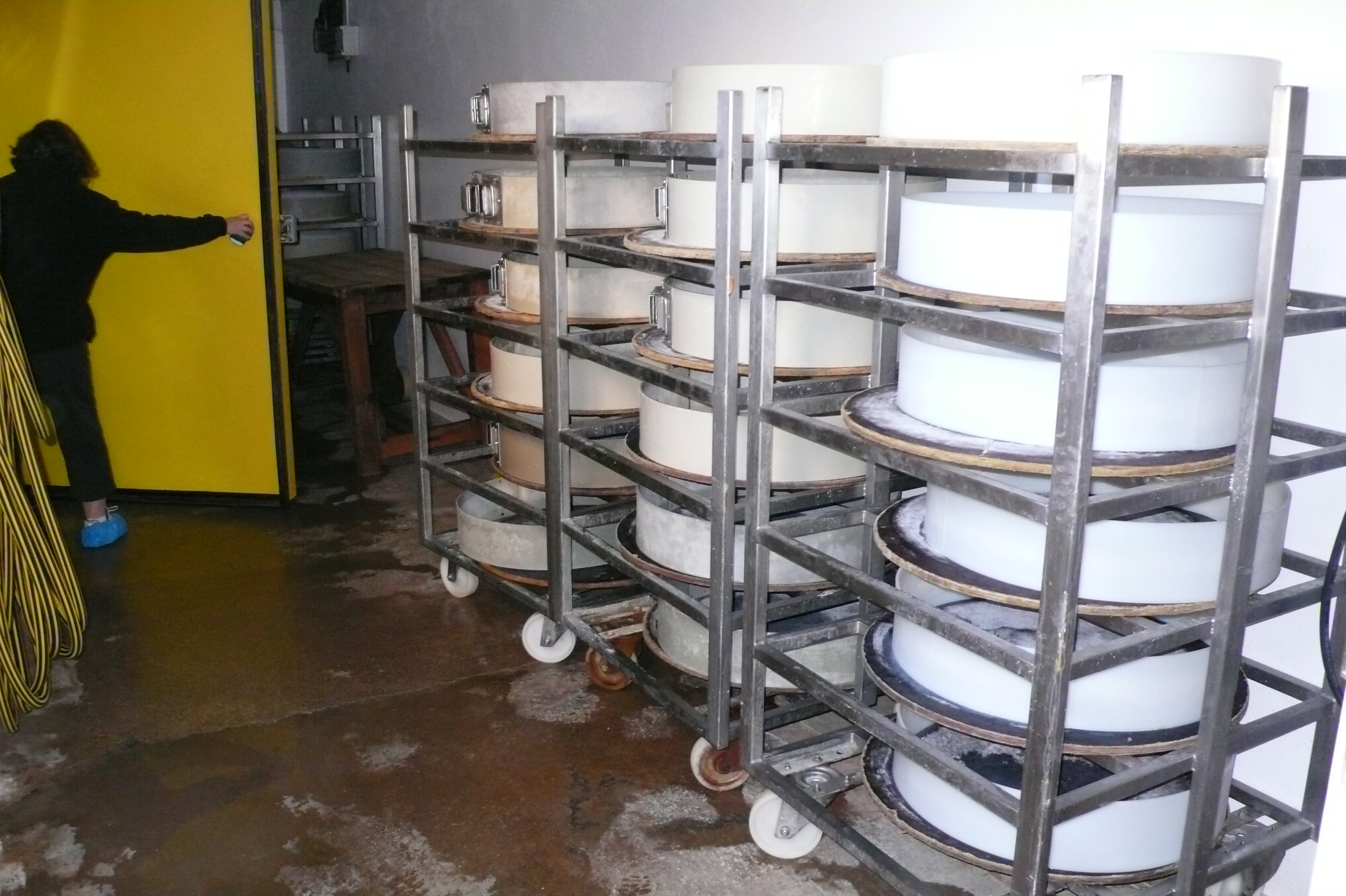
Moules à comté.
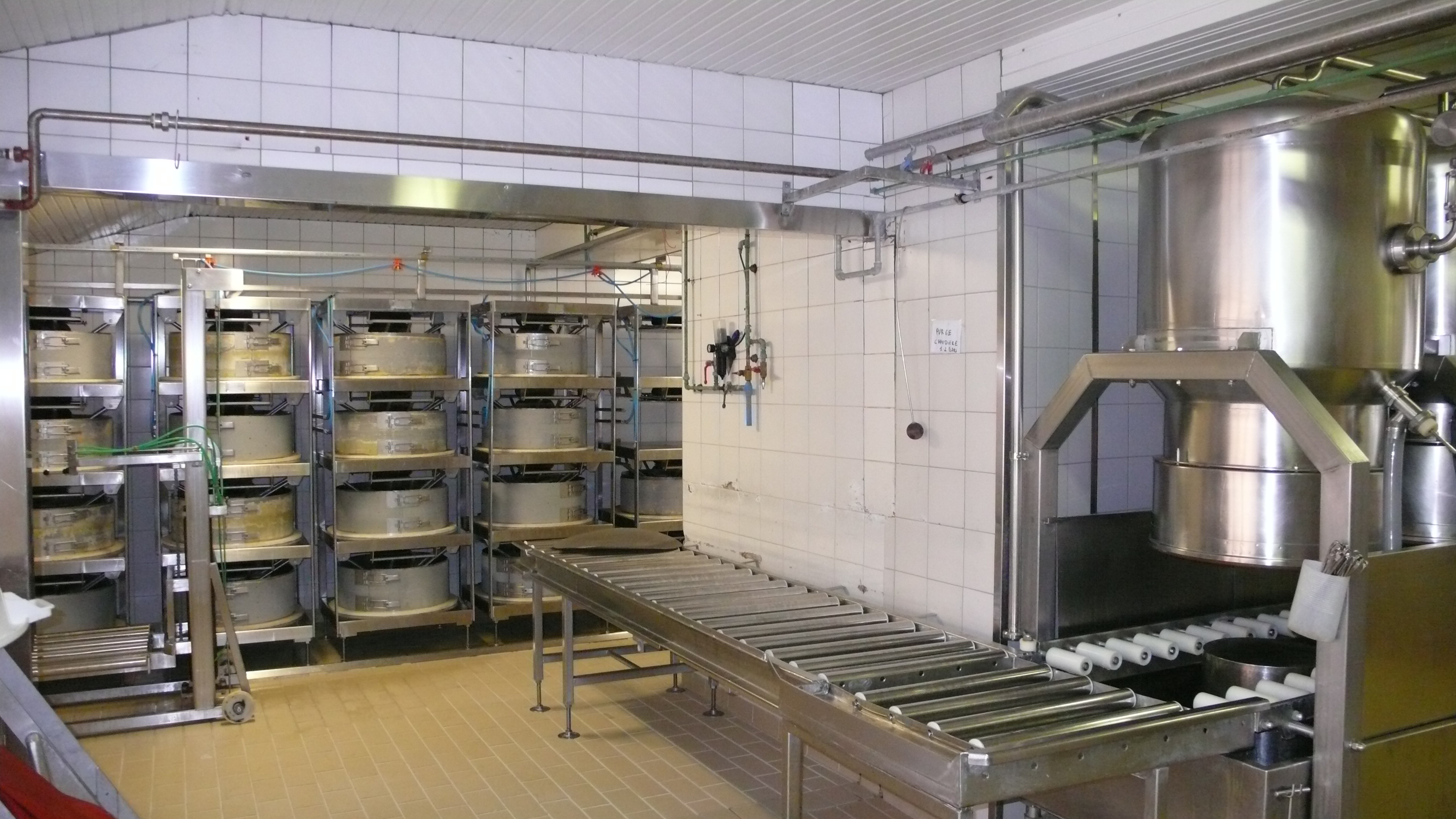
Groupe de coulage sous vide (à droite).
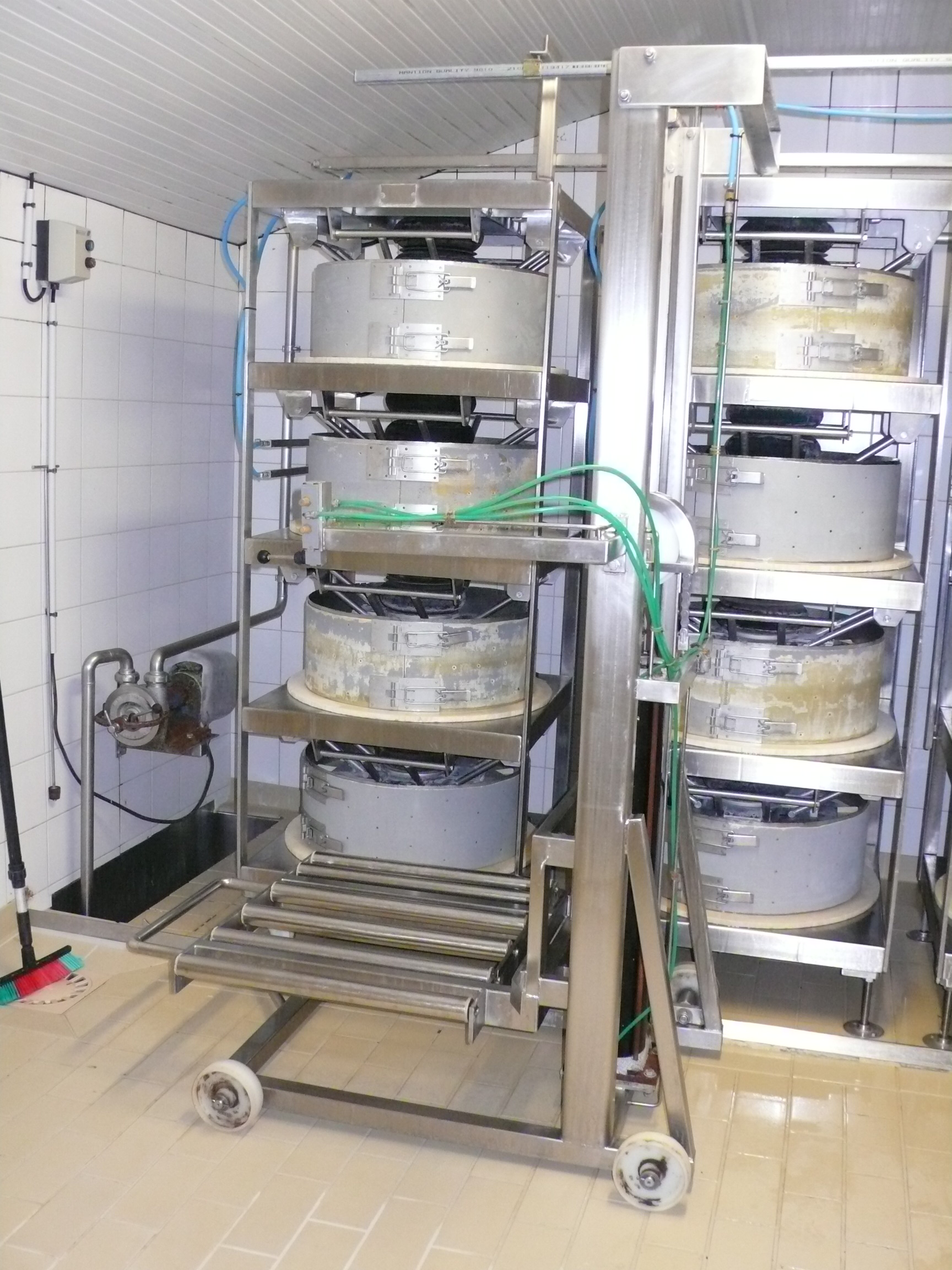
Presses pneumatiques à comté.

### Affinage
Le fromage subit un long séjour en cave de préaffinage au sein de la fruitière, puis d'affinage éventuellement dans d'immenses caves regroupant les transformations de nombreuses fruitières. À ce stade, le fromage a déjà sa forme définitive et peut porter le nom de « meule ».
L'affinage débute par le salage. Il peut se faire par trempage en saumure ou salage à sec sur les deux faces et le talon. Dans les 36 heures, il est frotté avec de la morge (levain constitué de bactéries qui vont former la croûte en conférant au fromage une partie de ses arômes). La maturation se fait en caves froides (10 à 15 °C) et avec un taux d'hygrométrie supérieur à 90 %. Le fromage est posé directement sur une planche d’épicéa. Une étude menée sur le beaufort a montré que l'essence des planches d'épicéa est naturellement bactéricide pour des souches pathogènes de type listeria, favorisant au contraire les souches nécessaires à l'affinage du fromage. Au cours de cette longue maturation, il fait l’objet de soins attentifs (frotté et salé régulièrement), permettant à des réactions de protéolyse, de lipolyse et de fermentation de déclencher le développement organoleptique qui s'opère ainsi naturellement au fil des mois. Sa maturation est au minimum de 4 mois, mais elle est souvent de 8 à 10 mois, voire plus 18-24 mois. Les comtés peuvent atteindre un affinage de 36 mois, voire de 41 mois.
L’affinage est surveillé attentivement par l'ouvrier fromager. Il dispose d'un petit marteau ; le son rendu par le fromage est révélateur du stade d'affinage. Pour contrôler ce vieillissement, l'affineur utilise une sonde creuse. Il prélève un fin cône de fromage pour en évaluer la couleur, les arômes, éventuellement le goût. Après cette opération, il remet en place le prélèvement de comté dans la meule. Cette surveillance est capitale : en début d'affinage, la durée de cette phase n'est pas prédéterminée. Elle se fait en fonction de l'évolution de chaque meule.

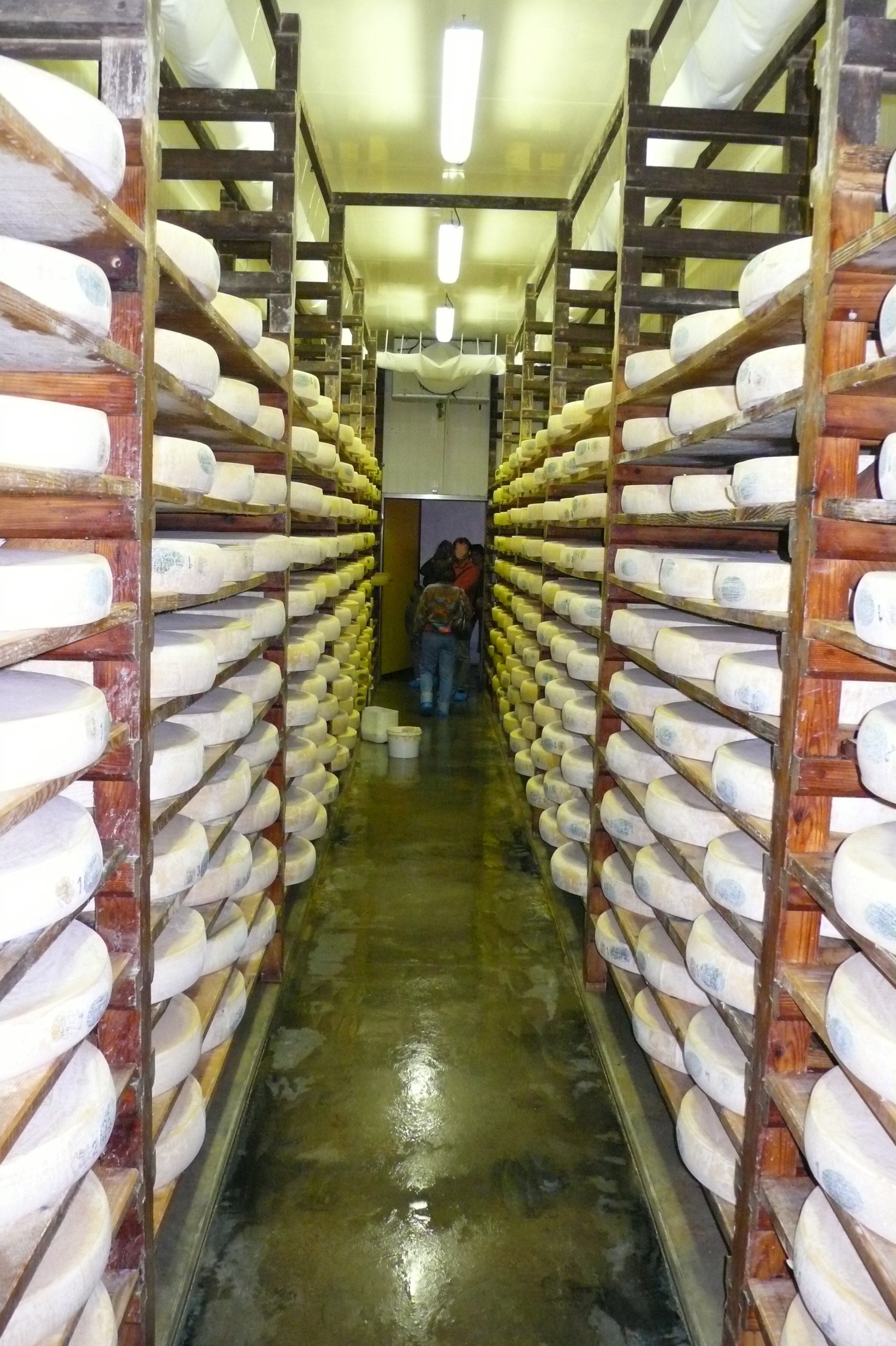
Une cave d’affinage de comté.
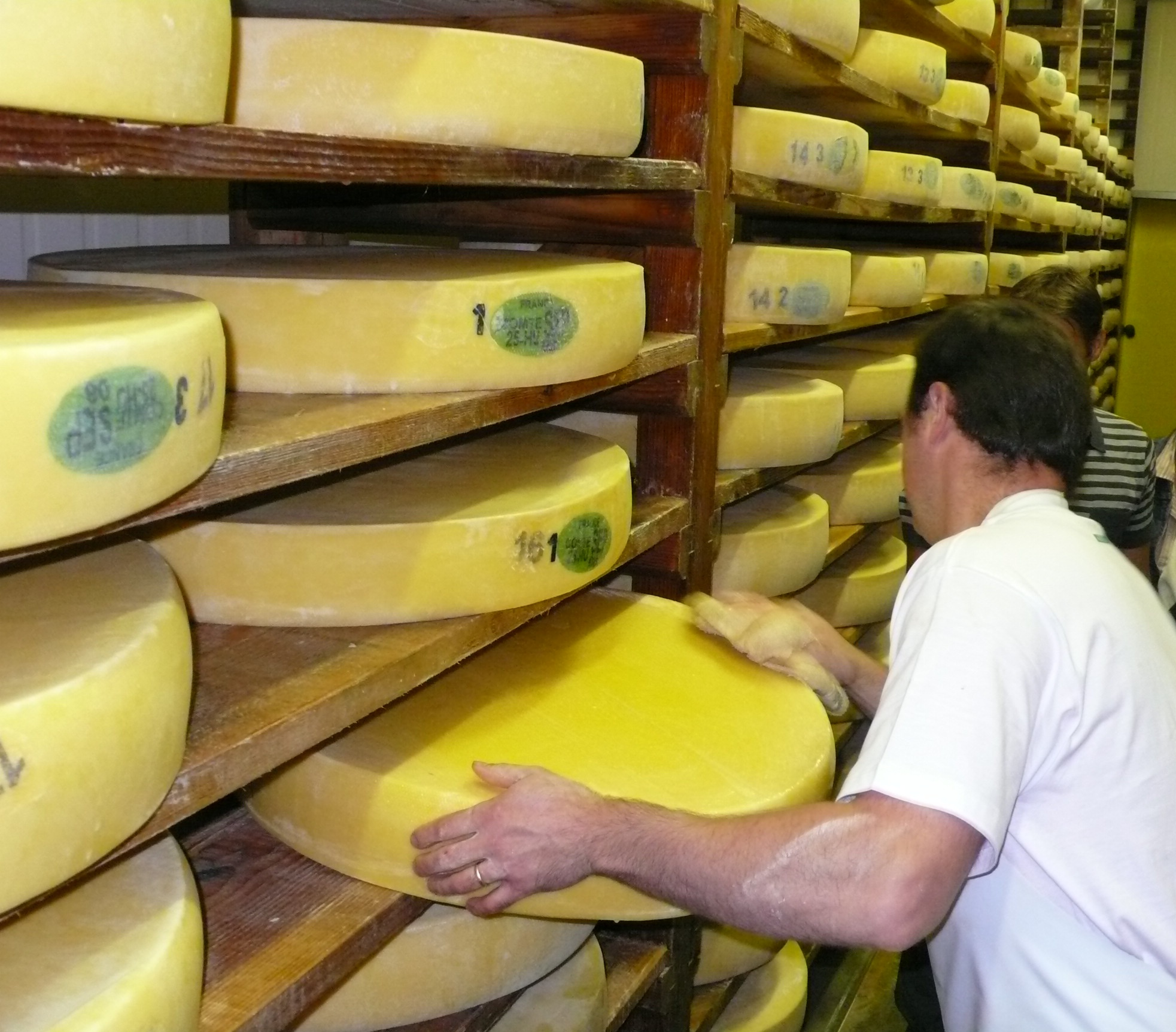
Un fromager frotte les meules avec de la saumure.
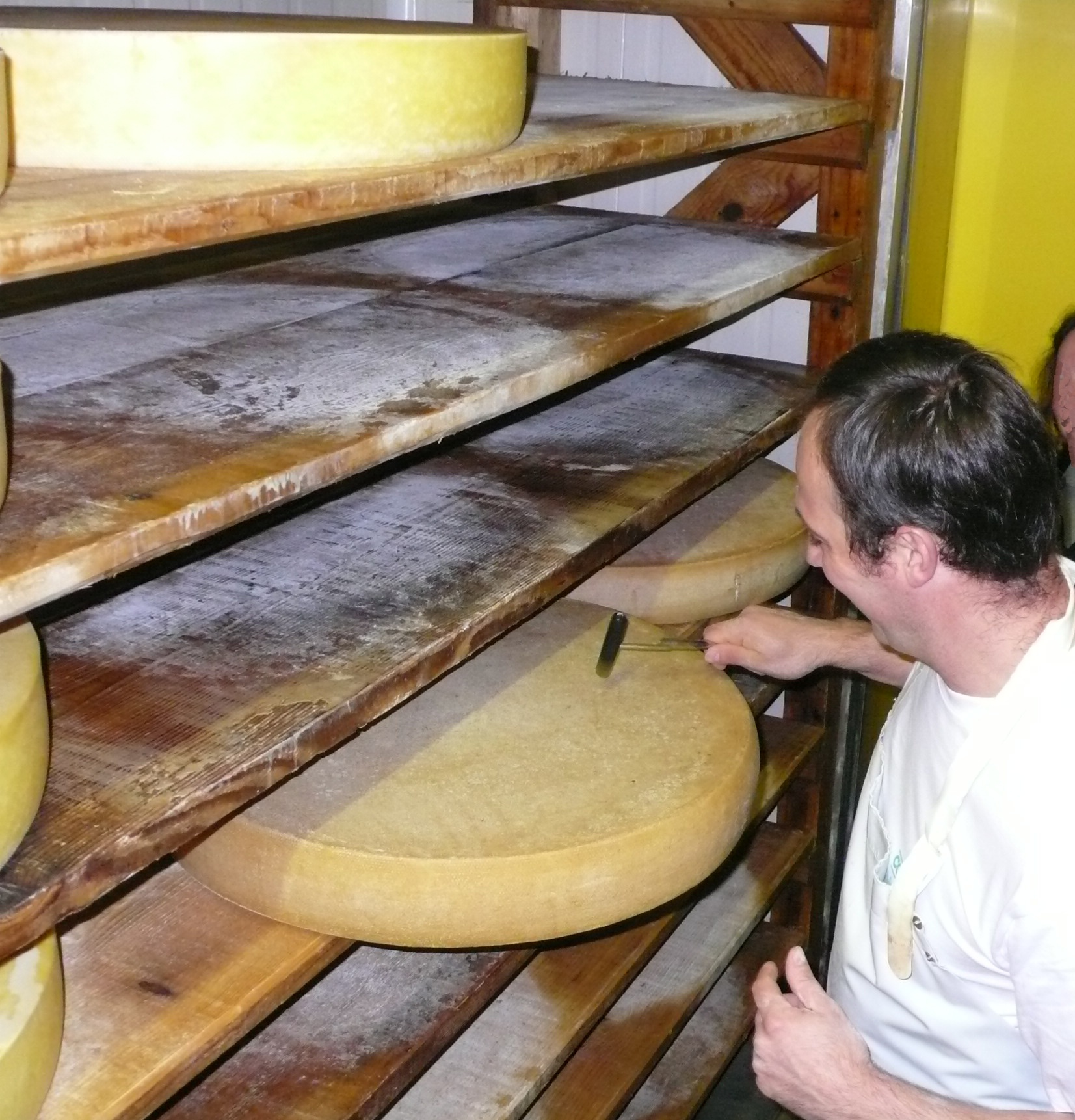
Sondage des meules au marteau.
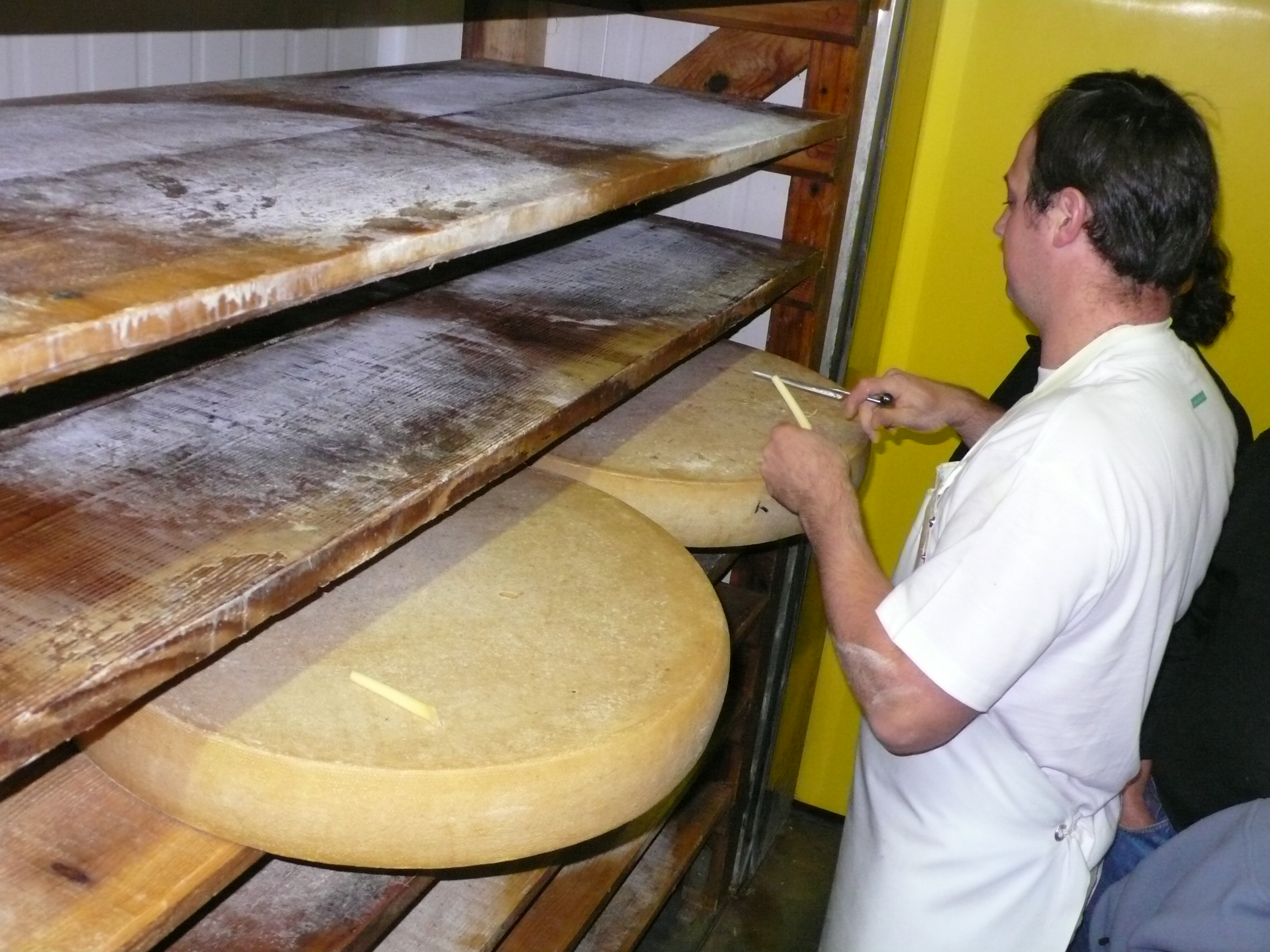
Contrôle, avec une sonde, de l’affinage.

## Fruitières à comté
Le comté est élaboré artisanalement dans plus de 150 petites fromageries de village, les fruitières, le plus souvent des coopératives qui collectent chaque jour le lait des fermes alentour. Le mot fruitière vient du latin fructus, lieu où les paysans mettaient en commun le fruit de leur travail. Sans cette mise en commun, cette forme de solidarité, jamais des fromages nécessitant 450 litres de lait ne pourraient être fabriqués dans des régions où la majorité des exploitations est de type familial. Si aujourd'hui celles-ci pourraient se le permettre (un quota moyen de 300 000 litres par an permettrait la fabrication d'environ deux meules par jour), la tradition des fruitières est restée, gardant ainsi beaucoup de typicité quand, deux fois par jour, les paysans amènent leur production dans des « bouilles à lait » attelées à leur voiture ou tracteur. C'est un camion-citerne qui fait la tournée dans les fermes les plus éloignées du village.

## Identification
Les meules de comté sont marquées afin d'en assurer la traçabilité : on peut retrouver pour chaque fromage la fromagerie d'origine ainsi que le numéro de lot, c'est-à-dire la cuve et le jour de fabrication, qui donneront des fromages identiques entre eux.
Chaque meule de comté fait l’objet d’une notation sur 20 points. Cette notation sanctionne le goût mais aussi l’aspect physique de la meule. Les meules qui obtiennent une note supérieure à 15 points sont classées Comté Extra et reçoivent une bande verte avec une clochette verte. Les meules qui obtiennent une note comprise entre 12 et 15 points reçoivent une bande brune ; elle peut sanctionner un léger défaut d’aspect sur un fromage par ailleurs excellent. Vert ou brun, tous les deux sont d’authentiques comtés dont l’âge minimum est de 4 mois.
Les meules qui n’atteignent pas la note de 12 ne pourront être appelés « comté ». Ces sous-produits seront valorisés par leur vente à d'autres industriels transformateurs en fromages fondus (tels que les marques La vache qui rit, Kiri, et autres produits de l'usine du Groupe Bel à Lons-le-Saunier).

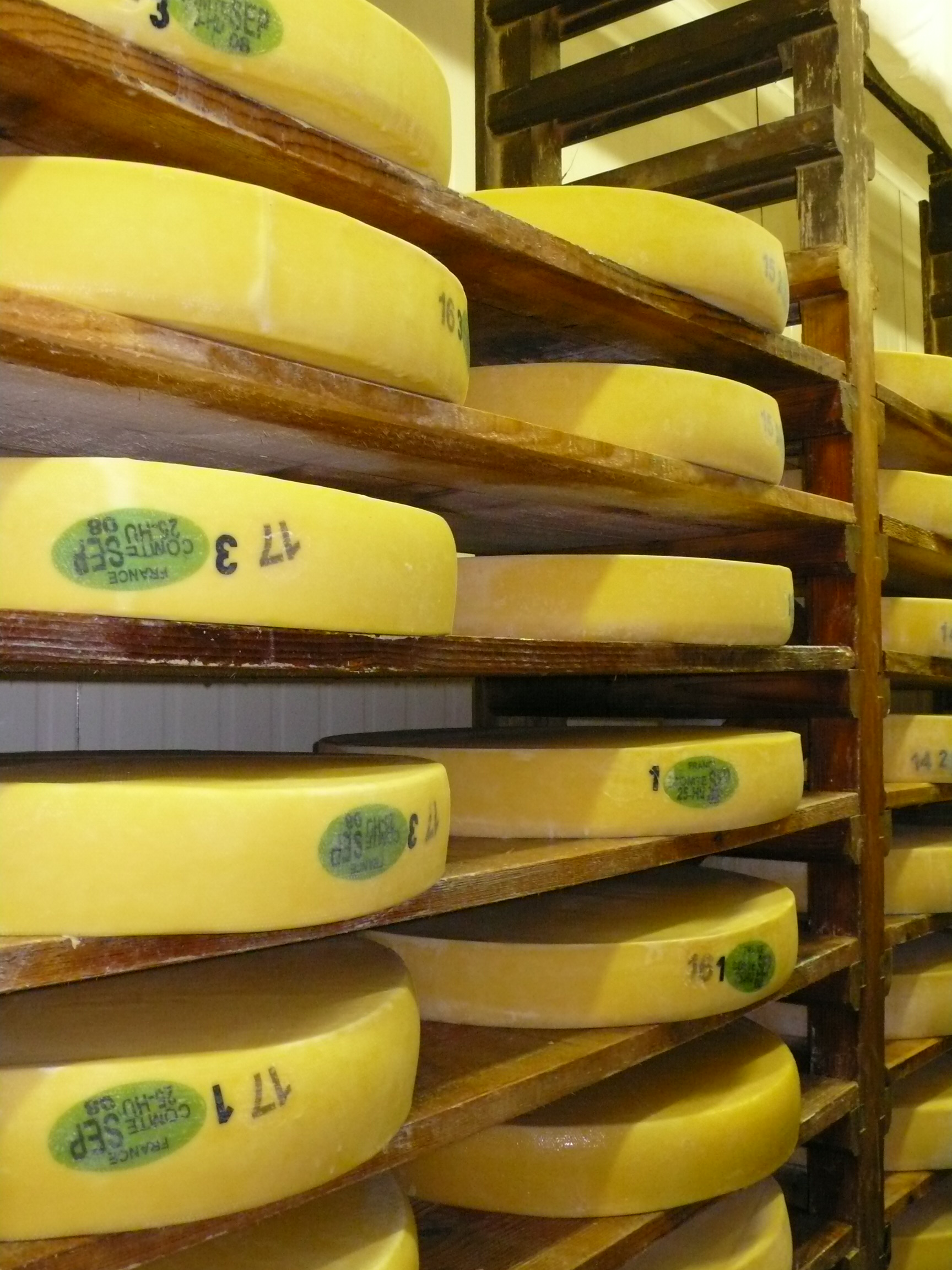
Meules de comté, avec marquage d’identification.
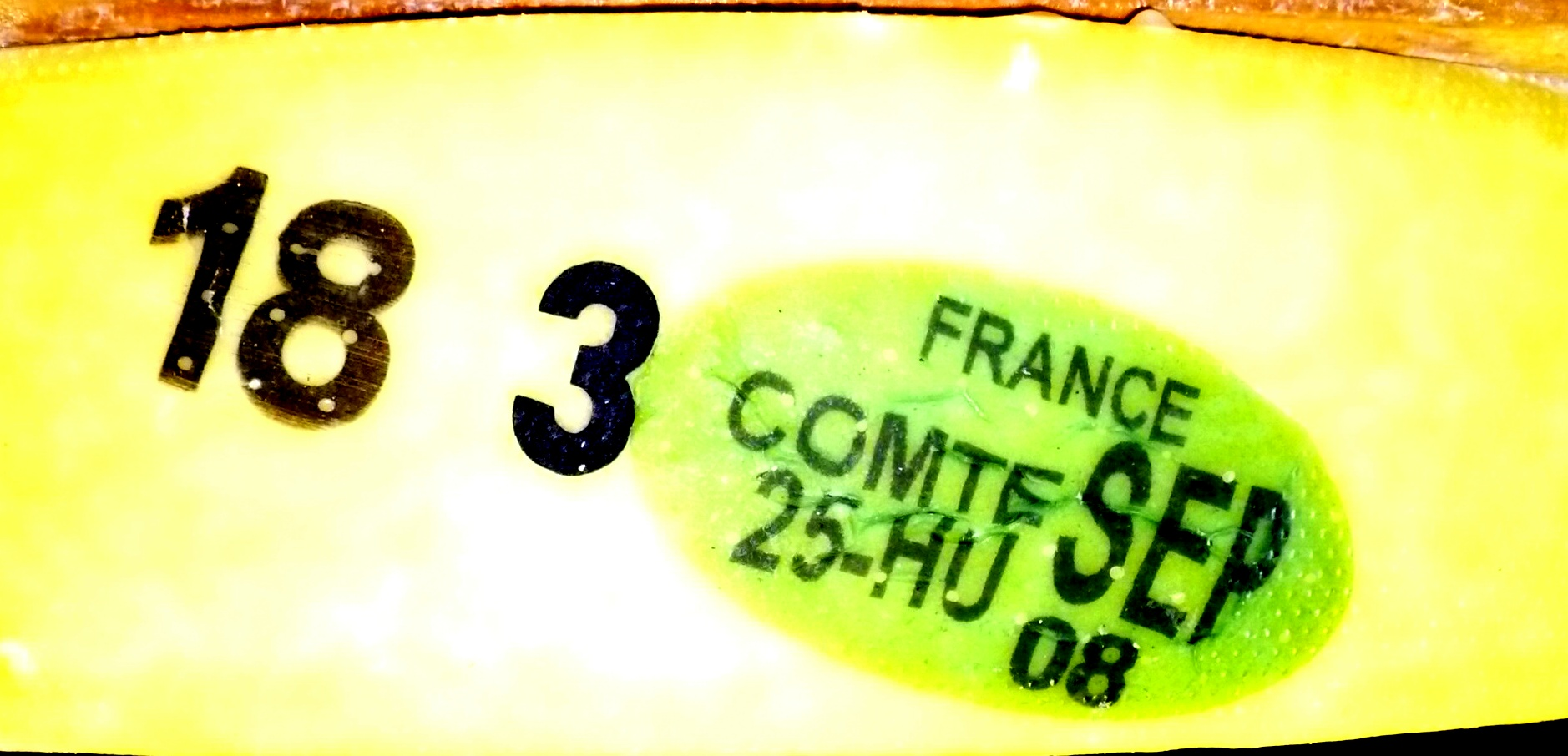
Plaque de caséine.
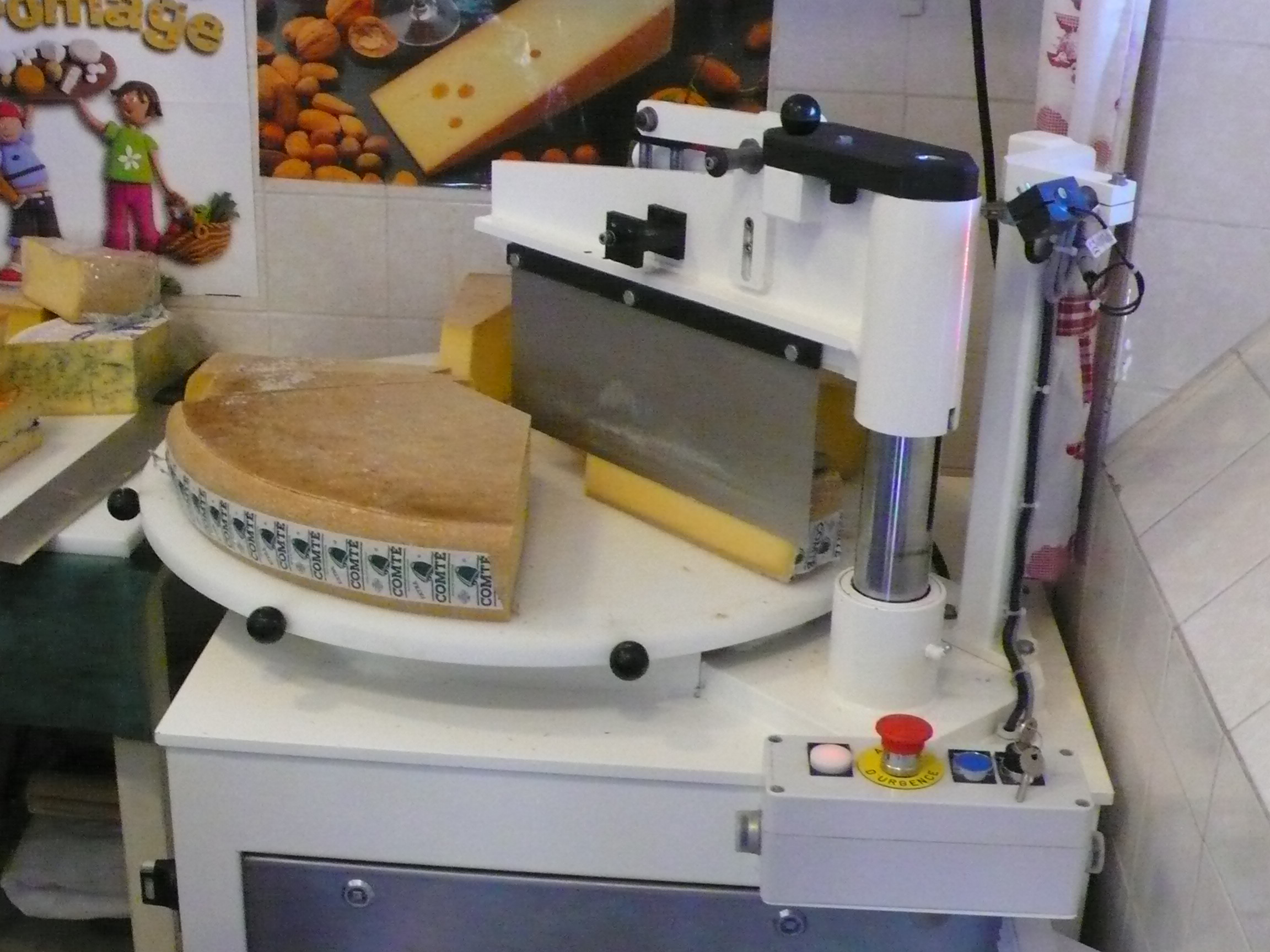
Découpe d’une meule.

## Production
La production totale a évolué de 43 000 tonnes en 1997 à 67 000 tonnes en 2018, produites artisanalement dans 190 fruitières. Après une longue période de croissance, la production de 2008 était en baisse à cause d'un manque de lait. 
| Campagne   | 1997-98  | 1998-99  | 1999-00  | 2000-01  | 2001-02  | 2002-03  | 2003-04  | 2004-05  | 2005-06  | 2006-07  | 2007-08  | 2008-09  | 2009-10  | 2010-11  | 2011-12  | 2012-13  | 2013-14  | 2014-15  | 2015-16  | 2016-17  | 2017-18  |
| Production | 43 831 t | 46 022 t | 46 775 t | 48 290 t | 49 054 t | 49 177 t | 49 641 t | 50 043 t | 50 751 t | 50 824 t | 49 687 t | 51 853 t | 54 925 t | 56 753 t | 57 885 t | 58 042 t | 60 930 t | 63 479 t | 64 070 t | 61 988 t | 67 154 t |

## Arômes
Un groupe de dégustateurs spécifiquement entrainés pour identifier les arômes présents dans un Comté a goûté, depuis 1990, de nombreux fromages issus des divers terroirs de la filière Comté. Une roue des arômes a pu ainsi être établie pour les descripteurs les plus fréquemment rencontrés dans les comtés. Tous ne sont pas présents dans une même meule mais ils représentent la diversité aromatique du Comté. Environ 80 arômes ont été recensés et sont regroupés au sein de 6 grandes familles aromatiques : lactique, fruitée, torréfiée, végétale, animale, épicée.

## Qualités nutritionnelles et dégustation
C'est un aliment riche en graisses, dont saturées, phosphore, en calcium, en potassium et en protéines.

### Valeurs nutritionnelles du comté
|                                                  | pour 100 g |
| eau                                              | 32,8 g     |
| lipides                                          | 32,6 g     |
| dont acides gras saturés                         | 18,8 g     |
| dont acides gras monoinsaturés                   | 9,7 g      |
| dont acides gras polyinsaturés                   | 1,11 g     |
| dont cholestérol                                 | 119 mg     |
| protéines                                        | 28,4 g     |
| calcium                                          | 909 mg     |
| phosphore                                        | 664 mg     |
| sodium                                           | 412 mg     |
| potassium                                        | 118 mg     |
| magnésium                                        | 48,9 mg    |
| zinc                                             | 5,1 mg     |
| activité vitaminique E, équivalents α-tocophérol | 800 µg     |
| fer                                              | 490 µg     |
| vitamine B5                                      | 400 µg     |
| vitamine A                                       | 223 µg     |
| vitamine B2                                      | 190 µg     |
| ß-carotène                                       | 103 µg     |
| cuivre                                           | 100 µg     |
| vitamine B3                                      | 100 µg     |
| vitamine B6                                      | 70 µg      |
| vitamine B1                                      | 40 µg      |
| manganèse                                        | 30 µg      |
| iode                                             | 24,4 µg    |
| sélénium                                         | 7 µg       |
| vitamine B9                                      | 5 µg       |
| vitamine B12                                     | 1,6 µg     |
| vitamine D                                       | 0,26 µg    |
| alcool (éthanol)                                 |            |
| acide carboxylique                               |            |
| glucides                                         |            |
| fibres alimentaires                              |            |
| vitamine C                                       |            |
| énergie                                          | 1 689 kJ   |
| énergie                                          | 407 kcal   |

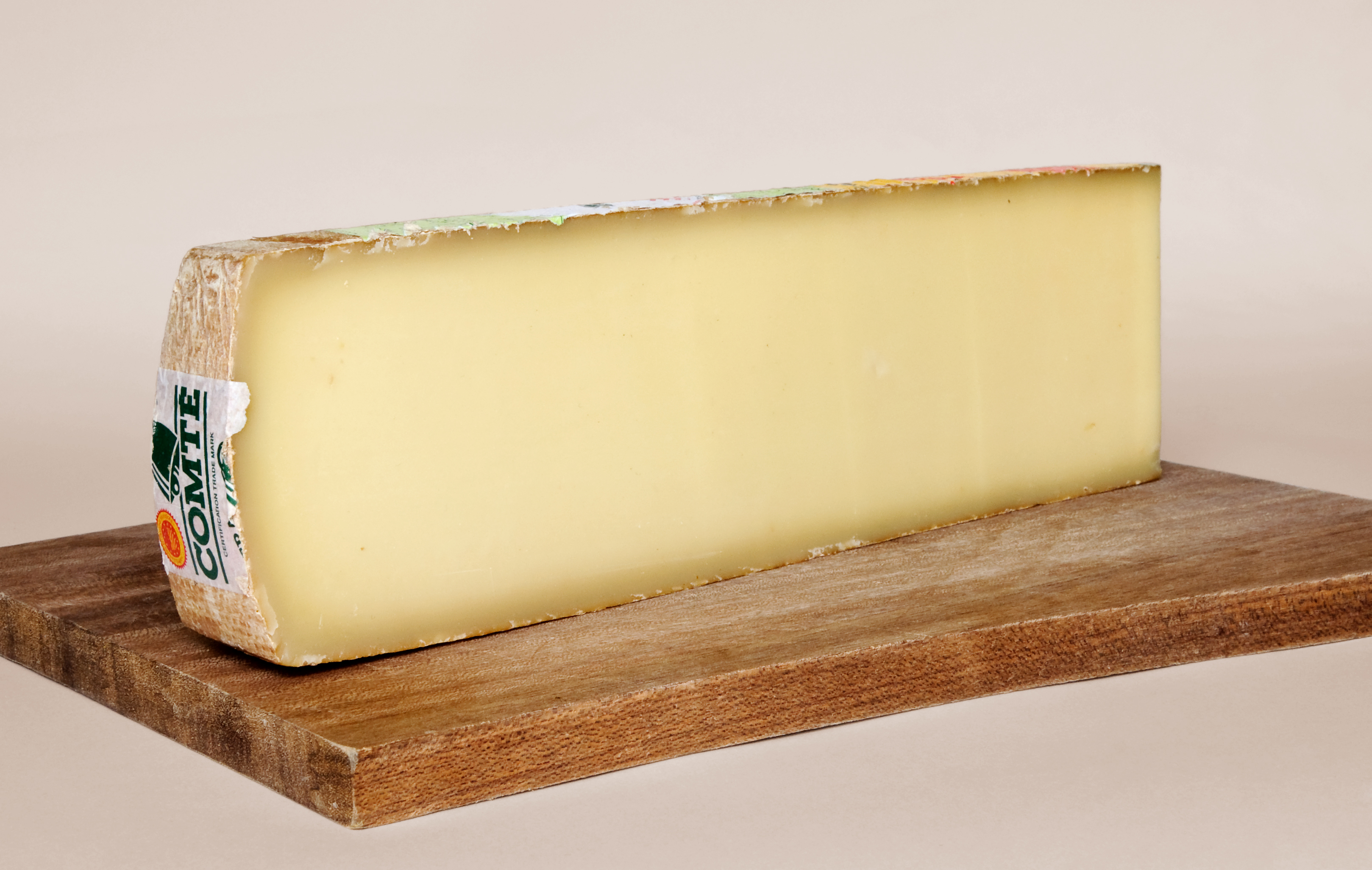
Couleur ivoire, plus foncée sous la croûte.
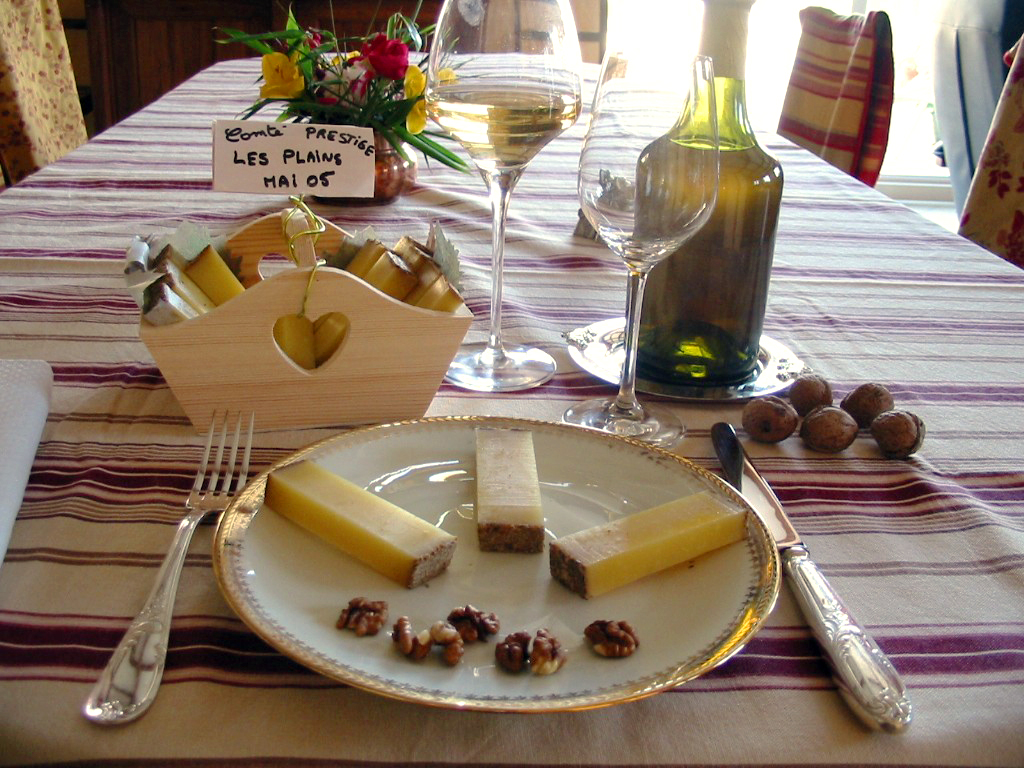
Assiette de dégustation de comté.
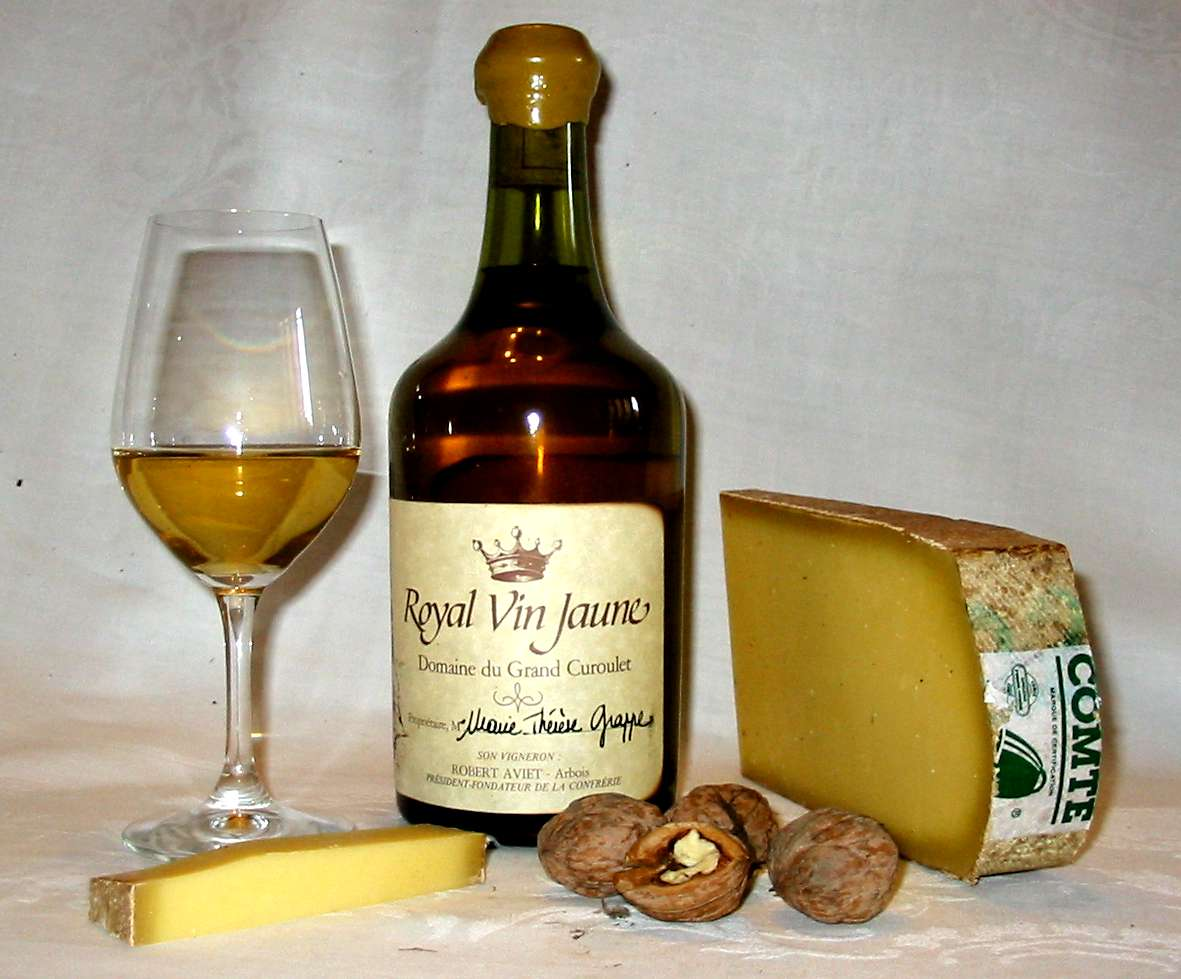
Comté et vin jaune.